# Guipavas
Guipavas [gipava]  est une commune du département du Finistère, en région Bretagne, en France. La commune fait partie de Brest Métropole.

## Géographie

### Localisation
Guipavas est situé juste à l'est de Brest, dont la commune est limitrophe et dont elle est séparée par le vallon du Stang-Alar ; elle est aussi riveraine de la rade de Brest au niveau de la plage du Moulin-Blanc et de la ria de l'Élorn qui la limite au sud. Historiquement, la commune fait partie du Léon.
Administrativement, le canton de Guipavas était formé avant 2015 des communes de Guipavas et du Relecq-Kerhuon ; depuis la réforme territoriale qui prend effet en 2015, le nouveau canton de Guipavas comprend les communes de Guipavas, Le Relecq-Kerhuon et Plougastel-Daoulas.
Guipavas est aussi une des huit communes de Brest Métropole.

### Communes limitrophes
Les communes limitrophes sont Plabennec, Brest, La Forest-Landerneau, Gouesnou, Kersaint-Plabennec, Le Relecq-Kerhuon et Saint-Divy.
| Gouesnou             | Plabennec         | Kersaint-Plabennec, Saint-Divy |
| Gouesnou Brest       | Guipavas          | La Forest-Landerneau           |
| Brest, rade de Brest | Le Relecq-Kerhuon | Élorn Plougastel-Daoulas       |

### Géologie et relief
La superficie de la commune est de 4 413 hectares ; son altitude varie entre 0 et 131 mètres.
Guipavas possède depuis la scission du Relecq-Kerhuon qui l'a privé, outre d'une partie de son territoire, d'une partie de sa longue façade littorale antérieure, de deux fenêtres littorales, l'une, très courte, sur la plage du Moulin blanc, entre le vallon du Stang Alar (où se trouve le Conservatoire botanique national de Brest) et le vallon du Costour, au fond nord-est de la rade de Brest, l'autre plus longue, donnant sur la rive droite de l'Élorn, de l'anse de Kerhuon à l'anse de Beaurepos. Le nord du finage communal est formé par une partie du plateau du Léon, aux environs de 100 mètres d'altitude, et sert de site à l'aéroport de Brest-Bretagne (connu antérieurement sous l'appellation d'aéroport de Brest-Guipavas) et est traversé par la voie expresse RN 12 ainsi que par la RN 265 (rocade nord-est de Brest) et prolongement de la RN 165 provenant de Nantes et Quimper. Le sud de la commune est aussi traversé par la voie ferrée Paris-Brest, mais Guipavas ne possède pas de gare (elle est située à Kerhuon). La partie orientale de la commune est restée plus rurale, avec encore de nombreuses exploitations agricoles qui, pour certaines d'entre elles, font partie de la ceinture maraîchère brestoise, avec de nombreuses serres exploitées par des adhérents de l'ancien « Groupement maraîcher brestois », désormais Savéol.
Les altitudes au sein du finage communal vont du niveau de la mer jusqu'à 131 mètres (à l'extrême nord-est du territoire communal, près de Kérintin) ; le bourg est situé à 81 mètres d'altitude. Le ruisseau du Moulin de Kerhuon, qui se jette dans l'anse de Kerhuon, divise en deux parties par une vallée encaissée, franchie par la voie ferrée par un viaduc la moitié sud de la commune.
La partie qui a servi de site à l'aéroport « est un grand plateau, à peine entaillé par l'érosion, à relief indécis, se tenant à 90 m en moyenne ; le point le plus haut, près du hameau de Quillien, atteint 99 m ».

### Hydrographie

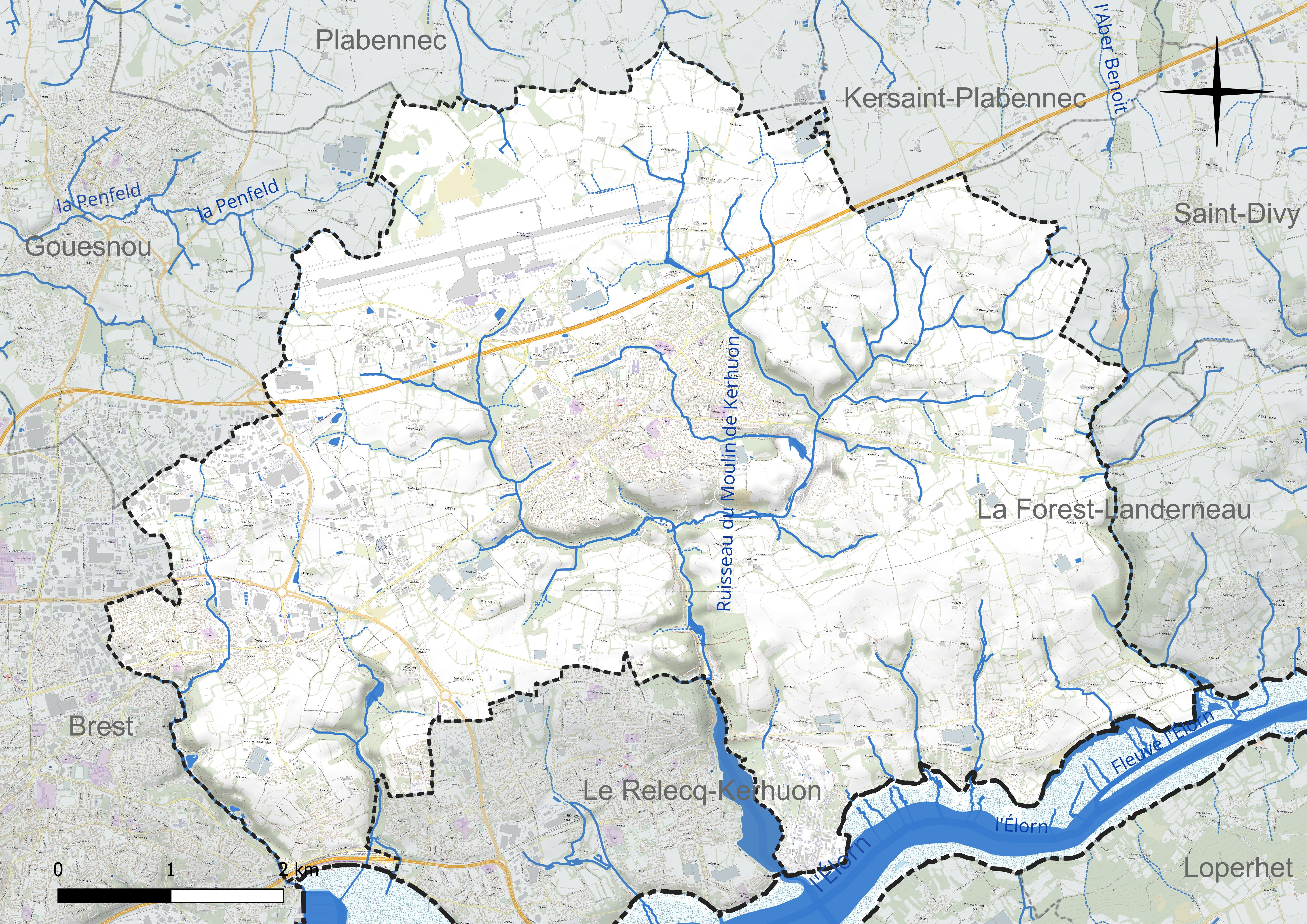
Réseau hydrographique de Guipavas.

Bordée par la ria de l'Élorn et la rade de Brest, la commune ne comprend par ailleurs que de minuscules fleuves côtiers (de la taille d'un  ruisseau ), long de quelques kilomètres seulement, qui prennent leur source sur le territoire communal et se jettent dans la rade de Brest ou la ria de l'Élorn, mais qui échancrent profondément dans leur partie aval par des vallons encaissés aux versants boisés le plateau du Léon qui forme l'essentiel du finage communal (ruisseau du Stang Alar à l'ouest, limitrophe de Brest, qui abrite désormais un jardin public de 17 ha, ainsi que le Conservatoire botanique national de Brest ; ruisseau du Costour et ruisseau de Kerhuon, limitrophes du Relecq-Kerhuon (le ruisseau de Kerhuon formant l'anse de Kerhuon dans sa partie aval au niveau de sa confluence avec l'Élorn) ; ruisseau de Mezgrall qui forme l'anse de Beaurepos au niveau de sa confluence avec l'Élorn à l'est et limitrophe de Saint-Divy et La Forest-Landerneau.
Ces vallons ont servi de site d'exploitation de nombreuses carrières par le passé ; abandonnées, certaines d'entre elles abritent des étangs, anciens trous provoqués par l'exploitation des dites carrières, particulièrement dans les vallées du Stang Alar (où l'exploitation a cessé en 1966) et du Costour. Une carrière est encore en activité : la carrière Prigent (désormais entreprise Lagadec), mise en exploitation en 1961, d'une superficie de 55 ha et située juste au sud-est du bourg de Guipavas, au moulin du Roz, dans le vallon du ruisseau de Kerhuon; son front de taille est large de 120 mètres et atteint 45 mètres au-dessous du niveau de la mer. La carrière produit chaque année plusieurs centaines de milliers de tonnes de granulats (environ 800 000 tonnes) chaque année à partir d'un gisement de gneiss. L'exploitation de cette carrière provoque des nuisances (vibrations lors des explosions nécessaires aux abattages de roches, poussières, intense trafic de camions) que l'exploitant s'efforce de limiter, par exemple par l'installation depuis 2003 d'un bassin de lavage pour les camions et l'arrosage systématique des pistes. La carrière sert aussi de site au Grand Corbeau (Corvus Corax).
Malgré la modestie des débits et la brièveté de leurs cours, ces petits fleuves côtiers ont abrité par le passé des moulins : le Moulin Neuf au nord de Guipavas est un ancien moulin féodal qui dépendait du manoir de Kereller ; il sert désormais de salle de spectacle. Le ruisseau de Kerhuon alimente le moulin du Pont, le moulin du Cain (situé sur un affluent), le moulin du Vern et le moulin de Kerhuon ; le ruisseau de Mezgrall alimente le moulin de Beau-Repos.

### Climat
Le climat qui caractérise la commune est qualifié, en 2010, de « climat océanique franc », selon la typologie des climats de la France qui compte alors huit grands types de climats en métropole. En 2020, la commune ressort du type « climat océanique » dans la classification établie par Météo-France, qui ne compte désormais, en première approche, que cinq grands types de climats en métropole. Ce type de climat se traduit par des températures douces et une pluviométrie relativement abondante (en liaison avec les perturbations venant de l'Atlantique), répartie tout au long de l'année avec un léger maximum d'octobre à février.
Les paramètres climatiques qui ont permis d’établir la typologie de 2010 comportent six variables pour les températures et huit pour les précipitations, dont les valeurs correspondent à la normale 1971-2000. Les sept principales variables caractérisant la commune sont présentées dans l'encadré ci-après.
| Paramètres climatiques communaux sur la période 1971-2000 - Moyenne annuelle de température : 11,5 °C - Nombre de jours avec une température inférieure à −5 °C : 0,5 j - Nombre de jours avec une température supérieure à 30 °C : 0,5 j - Amplitude thermique annuelle : 10,2 °C - Cumuls annuels de précipitation : 1 096 mm - Nombre de jours de précipitation en janvier : 16,6 j - Nombre de jours de précipitation en juillet : 8,1 j |

Avec le changement climatique, ces variables ont évolué. Une étude réalisée en 2014 par la direction générale de l'Énergie et du Climat complétée par des études régionales prévoit en effet que la température moyenne devrait croître et la pluviométrie moyenne baisser, avec toutefois de fortes variations régionales. La station météorologique de Météo-France installée sur la commune et mise en service en 1945 permet de connaître l'évolution des indicateurs météorologiques. Le tableau détaillé pour la période 1981-2010 est présenté ci-après.
La température moyenne annuelle évolue de 11,2 °C pour la période 1971-2000, à 11,5 °C pour 1981-2010, puis à 11,7 °C pour 1991-2020.
| Mois                                  | jan.           | fév.             | mars            | avril           | mai           | juin          | jui.          | août         | sep.            | oct.          | nov.            | déc.             | année     |
| ------------------------------------- | -------------- | ---------------- | --------------- | --------------- | ------------- | ------------- | ------------- | ------------ | --------------- | ------------- | --------------- | ---------------- | --------- |
| Température minimale moyenne (°C)     | 4,6            | 4,3              | 5,4             | 6,3             | 8,9           | 11,4          | 13,1          | 13,2         | 11,5            | 9,6           | 7               | 5                | 8,4       |
| Température moyenne (°C)              | 7,1            | 7,1              | 8,6             | 10,1            | 12,8          | 15,3          | 17            | 17,1         | 15,4            | 12,8          | 9,8             | 7,7              | 11,7      |
| Température maximale moyenne (°C)     | 9,7            | 10               | 11,9            | 13,9            | 16,8          | 19,1          | 20,8          | 20,9         | 19,3            | 16            | 12,5            | 10,3             | 15,1      |
| Record de froid (°C) date du record   | −14 28.01.1947 | −13,4 21.02.1948 | −4,9 07.03.1971 | −2,3 11.04.1978 | −0,8 01.05.21 | 3,7 01.06.22  | 6 07.07.20    | 5,8 31.08.20 | 2,9 18.09.22    | −1,5 28.10.03 | −6,6 07.11.1980 | −10,1 28.12.1970 | −14 1947  |
| Record de chaleur (°C) date du record | 16,8 24.01.16  | 20,7 27.02.19    | 23,9 19.03.05   | 28,2 15.04.15   | 29,5 26.05.17 | 34,3 27.06.19 | 39,3 18.07.22 | 36 13.08.22  | 32,6 01.09.1961 | 28,1 08.10.23 | 20,7 01.11.15   | 18,3 02.12.1985  | 39,3 2022 |
| Ensoleillement (h)                    | 61,2           | 81,7             | 122,2           | 165,4           | 187,5         | 183,9         | 180,1         | 171,8        | 158,4           | 109           | 72,3            | 61,2             | 1 554,6   |
| Précipitations (mm)                   | 142,6          | 118,7            | 82,2            | 91,8            | 74,6          | 64,6          | 70,7          | 75,3         | 78,6            | 129,4         | 146,7           | 154,6            | 1 229,8   |

### Voies de communication et transports

#### Voies routières
Le bourg de Guipavas était traversé par l'ancienne route nationale 12 allant de Paris à Brest, via Rennes, Morlaix et Landerneau, poursuivant jusqu'à Brest en traversant les quartiers de Lavallot, Coataudon et du Pont-Neuf, qui correspond à l'antique chemin royal de Paris vers la Bretagne, dénommé « Grand chemin de Brest à  Landerneau au XIXe siècle » ; un ancien relais de poste est toujours visible. Guipavas était alors un lieu de passage important, se trouvant aussi bien sur l'itinéraire de Brest vers Rennes et Paris que sue celui vers Quimper et Nantes via Landerneau où se trouvait alors le premier pont sur l'Élorn. C'est désormais le CD 712. La nouvelle RN 12, voie express, traverse le nord-ouest du territoire communal.
La partie sud du territoire communal est traversé par la route nationale 165 qui va de Nantes à Brest via Quimper, le pont de l'Iroise et Le Relecq-Kerhuon ; elle est transformée elle aussi en voie express désormais.
La partie ouest du territoire communal est traversée par la route nationale 265, prolongée à l'ouest de l'échangeur du Froutven par la CD 205 qui forme en fait la rocade routière de contournement de l'agglomération brestoise.

#### Voie ferrée
La commune est traversée par la ligne de Paris-Montparnasse à Brest qui traverse la partie sud du finage communal. L'ancienne gare du Rody, à l'extrême ouest de la commune, désormais désaffectée, sert juste d'embranchement ferroviaire pour la voie ferrée desservant le port de commerce de Brest (et qui desservait aussi antérieurement l'arsenal de Brest). Guipavas possédait lors de la création de la voie ferrée Paris-Brest en 1865 d'une autre gare, celle de Kerhuon, située désormais dans la commune du Relecq-Kerhuon, si bien que Guipavas n'est plus vraiment desservie par le rail.

#### Transport aérien
Guipavas accueille l'aéroport de Brest-Bretagne, dénommé antérieurement aérodrome de Brest-Guipavas, qui a inauguré en décembre 2007, un nouveau terminal permettant d'accueillir un million et demi de passagers par an. Cette nouvelle aérogare est en forme de raie manta.

#### Transports en commun
Faisant partie de Brest métropole océane, Guipavas est desservi par le réseau de transports en commun Bibus (autobus) et l'un des terminus de la ligne de tramway de Brest, celui se trouve même sur son territoire, celui des Portes de Guipavas.
Une navette aéroportuaire dessert l'aéroport de Brest-Bretagne à partir du centre de Brest.

## Urbanisme

### Typologie
Au 1er janvier 2024, Guipavas est catégorisée ceinture urbaine, selon la nouvelle grille communale de densité à 7 niveaux définie par l'Insee en 2022.
Elle appartient à l'unité urbaine de Brest, une agglomération intra-départementale dont elle est une commune de la banlieue,. Par ailleurs la commune fait partie de l'aire d'attraction de Brest, dont elle est une commune de la couronne,. Cette aire, qui regroupe 68 communes, est catégorisée dans les aires de 200 000 à moins de 700 000 habitants,.
La commune, bordée par la mer d'Iroise, est également une commune littorale au sens de la loi du 3 janvier 1986, dite loi littoral. Des dispositions spécifiques d’urbanisme s’y appliquent dès lors afin de préserver les espaces naturels, les sites, les paysages et l’équilibre écologique du littoral, tel le principe d'inconstructibilité, en dehors des espaces urbanisés, sur la bande littorale des 100 mètres, ou plus si le plan local d’urbanisme le prévoit.

### Occupation des sols

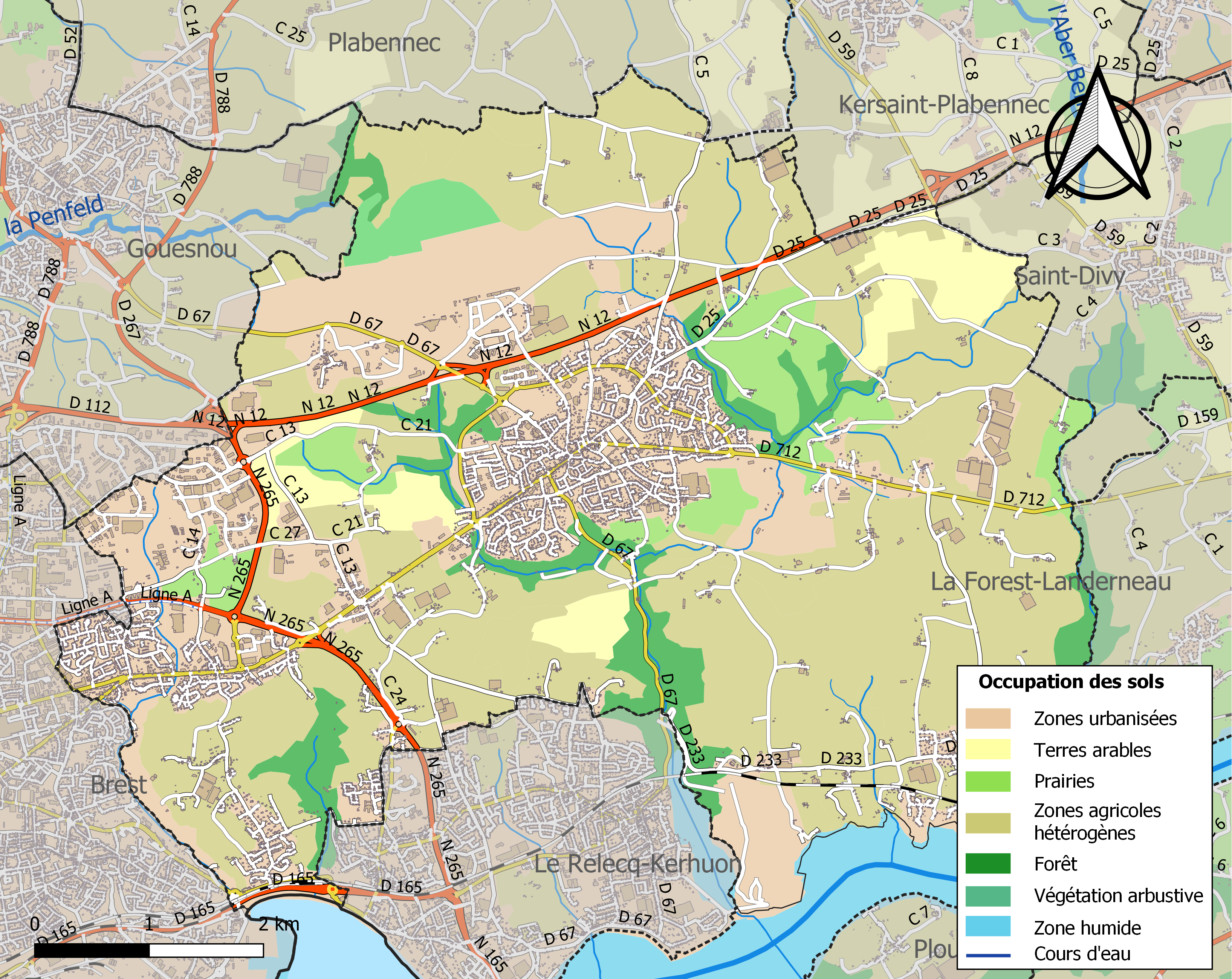
Carte des infrastructures et de l'occupation des sols de la commune en 2018 (CLC).

Le tableau ci-dessous présente l'occupation des sols de la commune en 2018, telle qu'elle ressort de la base de données européenne d’occupation biophysique des sols Corine Land Cover (CLC).
| Type d’occupation                                                                   | Pourcentage | Superficie (en hectares) |
| ----------------------------------------------------------------------------------- | ----------- | ------------------------ |
| Tissu urbain discontinu                                                             | 15,5 %      | 681                      |
| Zones industrielles ou commerciales et installations publiques                      | 9,3 %       | 407                      |
| Aéroports                                                                           | 5,3 %       | 231                      |
| Extraction de matériaux                                                             | 1,2 %       | 53                       |
| Espaces verts urbains                                                               | 0,7 %       | 29                       |
| Terres arables hors périmètres d'irrigation                                         | 4,4 %       | 192                      |
| Prairies et autres surfaces toujours en herbe                                       | 5,4 %       | 238                      |
| Systèmes culturaux et parcellaires complexes                                        | 46,9 %      | 2054                     |
| Surfaces essentiellement agricoles interrompues par des espaces naturels importants | 3,3 %       | 145                      |
| Forêts de feuillus                                                                  | 6,6 %       | 291                      |
| Landes et broussailles                                                              | 1,3 %       | 55                       |
| Estuaires                                                                           | 0,1 %       | 4                        |
| Source : Corine Land Cover                                                          |             |                          |

### Morphologie urbaine
Faisant partie des huit communes de la métropole Brest métropole océane, Guipavas est désormais une commune périurbaine : outre le bourg, qui a énormément grossi ces dernières décennies en raison de la création de nombreux lotissements, la partie ouest du territoire communal est désormais en continuité urbaine avec Brest (quartier de Coataudon) et une partie des zones industrielles brestoises de Kergonan et Kergaradec se trouve en fait sur le territoire de Guipavas, de même que la totalité de la récente zone commerciale du Froutven, dénommée d'ailleurs « Les Portes de Guipavas ». La nouvelle zone d'activités commerciales de Lavallot tend même à établir désormais une véritable continuité urbaine entre le bourg traditionnel de Guipavas et le reste de l'agglomération brestoise.
D'autres quartiers se sont urbanisés, mais de manière moins dense et plus résidentielle, comme entre Kermeur Coataudon et Le Rody, dominant la plage du Moulin Blanc, bénéficiant souvent d'une vue sur mer sur la Rade de Brest, ou au Douvez, non loin de l'Élorn. Le reste du territoire communal est formé de hameaux restés ruraux pour la plupart, la partie nord étant préservée de l'urbanisation par les contraintes du site aéroportuaire.
Guipavas abrite aussi sur son territoire la « Pyrotechnie de Saint-Nicolas », un établissement industriel militaire, situé sur la rive orientale de l'Anse de Kerhuon (fermée par une digue permettant de relier l'usine au Relecq-Kerhuon) et en bordure de l'Élorn.

### Logement
En 2009, le nombre total de logements dans la commune était de 5 401, alors qu'il était de 4 690 en 1999.
Parmi ces logements, 96,4 % étaient des résidences principales, 0,8 % des résidences secondaires et 2,8 % des logements vacants. Ces logements étaient pour 87,6 % d'entre eux des maisons individuelles et pour 12,3 % des appartements.
La proportion des résidences principales, propriétés de leurs occupants était de 81,2 %, stable par rapport à 1999 (81,8 %). La part de logements HLM loués vides (logements sociaux) était en légère hausse : 5,8 % contre 4,6 % en 1999, leur nombre ayant augmenté de 205 à 302.

## Toponymie
Le nom Guipavas provient du breton gwic (bourg) et de Bevoez (vaste forêt). Le nom breton de la commune est Gwipavaz.
La paroisse de Guipavas est issue du démembrement de l'ancienne paroisse de Ploe Bevoez (située au centre de la forêt de Bevoez), devenu Ploubavas, qui englobait autrefois, semble-t-il, les territoires actuels de Guipavas, du Relecq-Kerhuon, de Saint-Marc, Lambézellec et Gouesnou. Le nom Ploebevez est attesté en 1282, Ploeavaz en 1336, Guicbavoez en 1330, Guichbavatz en 1478, Ploevaz en 1503, Plouavaz en 1619, Guipavoez en 1748.

## Histoire

### Antiquité
Quatre petits bronzes de Gallien, un petit bronze de Salonine, femme de Gallien, et des monnaies de Postume et de Constantin II ont été trouvés à Keralien en Plabennec, juste au-delà de la limite nord de la commune de Guipavas. Douze petits bronzes de la seconde moitié du IIIe siècle ont été trouvés en 1862 entre le bourg de Guipavas et l'anse de Kerhuon lors de la construction du viaduc ferroviaire.

### Saint Thudon
Tudogilus (ou saint Thudon), père de saint Gouesnou, de saint Majan et d'une fille, Tudona, aurait débarqué probablement à Landéda venant de l'île de Bretagne (Grande-Bretagne actuelle). Il aurait créé un ermitage en forêt de Bevoez à deux kilomètres de Guipavas en direction de Gouesnou près du lieu-dit Kervao sur une colline en un lieu qui était probablement un ancien lieu de culte druidique en raison de la présence d'une fontaine et désormais dénommé Saint-Thudon.
Saint Thudon y aurait fait construire un oratoire consacré à la Vierge Marie. La légende dit que l'édifice aurait fini par s'écrouler et que par punition divine l'eau se serait écoulée en un torrent dévastateur. On promit alors de reconstruire la chapelle, ensuite dénommée Notre-Dame-du-Reun (Reun signifie colline en breton).
L'ancienne chapelle a disparu mais trois croix existent encore à cet emplacement, dont l'une, qui date du VIIe siècle est parmi les plus anciennes du Finistère : elle a conservé des ornements celtiques, en forme de buste féminin avec le nombril apparent, mais n'est plus à son emplacement initial, ornant désormais la cour d'une ferme voisine. Cette croix, selon l'abbé Castel, était située sur un itinéraire très ancien qui, depuis le lieu-dit le Passage dans l'actuelle commune du Relecq-Kerhuon, où se trouvait un bac permettant de franchir l'Élorn, remontait vers le nord. Une autre croix en granite, qui date du XVIIIe siècle est restée à son emplacement initial.
Saint Thudon est parfois, mais cela reste très incertain, assimilé à saint Ténénan. Il serait mort en 665, âgé de 85 ans, et son fils saint Gouesnou lui aurait succédé.

#### La procession de Saint-Thudon
Des notes manuscrites de J. Cariou datant de 1860 et citées par le chanoine Paul Peyron décrivent cette procession qui était une troménie :

« La paroisse de Guipavas se rendait processionnellement au lieu de Saint-Thudon pour se réunir à celle de Saint-Gouesnou ; on ne pénétrait dans l'enceinte réservée que pieds nus. Là, les reliques des deux paroisses étaient placées sur les pierres, vieux débris de l'ermitage de saint Thudon ; un prêtre tenait un discours de circonstance, puis le recteur de Guipavas faisait baiser les reliques.
Cette cérémonie terminée, les deux processions se remettaient en marche jusqu'à la limite des deux paroisses, indiquée par une croix en pierre qui existe encore à l'extrémité Ouest du village de Kermao ; on y faisait une station où, après une prière récitée devant les reliques placées au pied de la Croix, on donnait les reliques à baiser, et les processions se séparaient pour retourner dans leurs paroisses respectives.
Cette cérémonie ne se fait plus avec la même solennité. »

L'auteur précise également qu'au XVIIe siècle les paroissiens de Beuzit-Conogan, paroisse aujourd'hui disparue, exposent sur le parcours de la procession les reliques de saint Conogan.
La même procession fait aussi l'objet d'une description en 1912, faite par l'abbé Duval, alors recteur de Gouesnou et reprise dans le même texte par le chanoine Paul Peyron.

### Moyen Âge
La motte castrale de Bressec’hen, connue aussi sous le nom de motte de Goarem ar c'hastel, située près du lieu-dit Coatmeur, correspond aussi probablement à un ancien oppidum gaulois, peut-être aussi à un ancien camp romain.
Aux IXe siècle et Xe siècle, l'Élorn est un lieu d'incursion des Vikings qui remontent jusqu'à Landerneau ; des pillards anglais font de même en 1296. Sans doute Guipavas a-t-il souffert de ces invasions, mais l'histoire n'en a pas conservé le souvenir.
Les traces les plus anciennes de l'église paroissiale datent du XIVe siècle ; l'église de l'époque aurait souffert pendant la guerre de succession de Bretagne et fut restaurée au XVIe siècle.
En 1440, la paroisse de Guipavas possédait une trève dénommée Trébrit sur le territoire de laquelle se trouvait le manoir de Lossulien.
La paroisse de Guipavas était divisée en 7 cordelées :
- la cordelée de la Lande, comprenant les lieux nobles de Reuniou-Bihan et Kerbourric ainsi que les manoirs de Kereller et Vizac ;
- la cordelée du Hellez, comprenant les lieux nobles de Guernarchant, Gorréquéar, Creisméas, les convenants nobles de Penanguer et Seiter Izella, les manoirs de Kernizan, Keraudry, Kernalaez, Kerbleuniou ;
- la cordelée de Saint-Yves, comprenant le manoir de Kerroudault et le lieu noble de Keriézégan ;
- la cordelée de Saint-Nicolas, comprenant le manoir de Kerhuon, le lieu noble de Lesquibou et les convenants nobles de Coatmeur et Kergavarec ;
- la cordelée de Lossulien, comprenant le manoir de Lossulien et les lieux nobles de Rubian et Carroux ;
- la cordelée du Froutven, comprenant les manoirs de Coataudon, Kerarnou, Kervern et du Froutven, les lieux nobles de Lhervet-Hir, Kervillerm, Keranmarchand, Forestic et les convenants nobles de Kerouc'hant et Tourbian ;
- la cordelée de Lanaérec, comprenant les manoirs de Kermeur, Coatanguy, Mescalon, Beaurepos et Kervazot, les lieux nobles de Kermadec, Kerdaniou, Questel, Kerlaurens et Poulfanc, le convenant noble de Kermao.

La partie orientale de la paroisse de Guipavas faisait partie de la châtellenie de Landerneau.

### Les manoirs de Guipavas
En 1675 Guipavas comptait 17 manoirs et 49 autres lieux nobles.

#### Le manoir de Lossulien
Situé alors dans la paroisse de Guipavas, il dépend désormais administrativement de la commune du Relecq-Kerhuon.

#### Le manoir du Vizac
Le manoir du Vizac (ou Vijac, Viziac) appartenait au XVe siècle à Henri de Kerliviry et par la suite, au gré des alliances matrimoniales nouées, fut propriété des familles de Kerscao, de Kerjean-Mol et de Kersauson de Goasmelquin. Lors de la Révolution française, il devient bien national. Vendu à Jean-Pierre Laroque, il est acheté en 1830 par l'armateur Biacabe.

#### Le manoir du Froutven
Le manoir du Froutven existait dès le XVe siècle (la première mention du manoir remonte à 1479) et fut propriété successivement des familles Jourdren, Rivoalen, Le Chaussec (Jacques Le Chaussec est capitaine de Guipavas vers 1680 et son fils Gabriel Le Chaussec est sénéchal de Léon en 1719) et Coataudon (en raison du mariage de Marie Anne Le Chaussec (née vers 1740, décédée le 27 janvier 1819, fille de Jean Marie Le Chaussec de Froutven, décédé en 1767, et de Marie-Louise de Kersauzon), avec Jean Baptiste Marie de Coataudon. Acquis par Pierre Roger, négociant à Brest, en 1826, le manoir devint une maison close après la Première Guerre mondiale avant d'être victime d'un incendie en 1922, puis d'être acquis en 1937 par les Missionnaires montfortains.

#### Le manoir de Lannaerec
Le manoir de Lannaerec était en 1649 la propriété de Jean de Kerdoncuff, époux de Marguerite de Guernisac.

#### Le manoir de Keraudry
En 1674, le manoir de Keraudry, qui comprenait une maison, une chapelle, un verger, un bois et une métairie, appartenait au seigneur du Curru en Saint-Renan. Agrandi d'autres propriétés, il était possédé à la veille de la Révolution française par René Louis Rogon, comte de Carcaradec, de Lannion. Le manoir fut incendié en 1793 et il n'en subsiste qu'une porte en plein cintre réutilisée dans un bâtiment de ferme datant du XXe siècle.

#### Le manoir et la famille de Coataudon
La famille de Coataudon, qui appartient à la vieille noblesse de Bretagne, (ancienne extraction 1423, maintenue en 1669), est originaire du manoir de Coataudon, (celui-ci a été incendié lors de la révolution française, les ruines se situent à Maner Coz (face au magasin IKEA). Elle était représentée aux réformations et montres de la noblesse du Pays de Léon de 1427 à 1534. Elle était considérée comme un rameau de la famille des barons du Pont de Pont-l'Abbé. Parmi les membres connus de cette famille, François de Coataudon, décédé en 1707, fut capitaine général des garde-côtes du diocèse de Léon et Jean-Baptiste de Coataudon, né en 1759 à Guipavas, conseiller au Parlement de Bretagne, décéda en 1825 à Guipavas. Deux de ses frères, François-Vincent et François de Coataudon participèrent à l'expédition de Quiberon : le premier, né en 1761 à Guipavas, enrôlé dans le régiment Hector, fut arrêté et fusillé à Vannes le 8 fructidor an III (25 août 1795), le second, blessé, parvint à s'échapper et à se réfugier à Jersey. Un autre membre de cette famille fut volontaire pontifical. La famille de Coataudon est subsistante.

#### Le manoir et la famille de Kervern
Olivier Cornu de Kerguen (ou Kervern), noble de Guipavas, est absent à la montre de Cornouaille de 1503 « excusé parce que nouvellement a esté pris par les Hespaignols [Espagnols] » à la bataille de Cérisoles ; par contre Guillaume Cornu de Kerguen est présent ».
De nombreux autres manoirs ou maisons nobles existaient à Guipavas. Leur liste complète est recensée pour l'année 1674 par « Honorables gens Goulven Jézéquel et Vincent Pastezeur, marguilliers en l'an présent de l'église paroissiale de Guipavas ». Le "Maner-Coz", en bordure de l'anse de Poul-ar-Vilin sur la rive droite de la ria de l'Élorn, aurait appartenu au XVIIe siècle à la famille de Rohan.

### Époque moderne
Au XVIe siècle, Guipavas faisait partie de la sénéchaussée de Brest et Saint-Renan. Pendant les guerres de la Ligue, en 1591 (ou 1592), un combat oppose à Guipavas des Léonards qui soutenaient le duc de Mercœur, chef des ligueurs en Bretagne, et qui étaient retranchés au nombre d'environ 2 000 autour de la chapelle Notre-Dame-du-Reun (où aurait existé à l'époque un ouvrage fortifié) et des troupes venues de Brest, dirigées par René de Rieux, dit Sourdéac, qui soutenait Henri IV. Un premier combat tourna au désavantage des troupes de Sourdéac qui aurait perdu plus d'une centaine d'hommes inhumés à Penfrat, mais un second combat quelques jours plus tard aurait surpris les Ligueurs qui auraient eu 400 à 500 morts (« des flots de sang coulaient jusqu'à l'église Saint-Pierre » a-t-on dit). L'espace environnant le sanctuaire était encore couramment dénommé le "champ de bataille" au milieu du XXe siècle.
L'abbé Michel Henry, né le 5 avril 1752 au bourg de Guipavas, fait des études classiques, devient docteur en Sorbonne. Prêtre en 1777, il est nommé théologal en 1783 de la cathédrale de Saint-Pol-de-Léon. Devenu vicaire général, il reçoit de Jean-François de La Marche le soin de s'occuper du diocèse de Léon lors du départ en exil de ce dernier pendant la Révolution française), se réfugiant dans un premier temps à Kersaint-Plabennec, puis clandestinement à Guipavas, disant la messe en cachette, déguisé parfois en mendiant en haillons ou en meunier bas-breton, surnommé Pauvre Gilles, écrivant des chansons antirévolutionnaires qui ont localement du succès et parvient à échapper à toute arrestation, même au plus fort de la Terreur. Après le Concordat de 1801, il est curé de Quimperlé, chanoine titulaire et vicaire général honoraire de Quimper où il meurt le 29 décembre 1829.
En 1741, une épidémie (de nature inconnue) sévit à Guipavas, faisant 322 victimes. L'épidémie « cessa dès que l'on eut fait à Marie des prières publiques » dans la chapelle Notre-Dame-du-Reun.
Un Guipavasien au moins a émigré en Nouvelle-France : Yves Mezou, né le 14 mars 1728 à Guipavas, fils d'Olivier Mesou, de Guipavas et de Julienne Doursal de Gouesnou. Époux de Marie-Louise Petiteau, il parvient à Québec le 10 janvier 1757 et y fonde une famille, ayant au moins deux enfants Marie-Louise (née en 1757) et Antoine-Olivier (né en 1762).
En 1759, une ordonnance de Louis XV ordonne à la paroisse de Guipavas de fournir 40 hommes et de payer 262 livres pour « la dépense annuelle de la garde-côte de Bretagne ».
Le 14 décembre 1774, le recteur de Guipavas, Rousset, écrit, en réponse à une « Enquête sur la mendicité dans le Léon » effectuée par l'évêque de Léon Jean-François de La Marche :

« Dans ma paroisse, j'ai environ 270 personnes à la charité, dont environ 260 mendiants […] [et] 400 qui approchent de la pauvreté et vivotent. Le reste de la paroisse est à son aise sans être riche. La cherté du blé, du bois et des fermes est une cause d'indigence. […] La mortalité des dernières années est une autre cause de pauvreté : nous avons plusieurs veuves et une quantité d'orphelins. […] Les vieillards seuls, les infirmes et les enfants hors d'état de travailler mendient dans ma paroisse. Les gens valides ne demandent que presque point, que quand l'ouvrage manque.[…] Le port de Brest soulagerait beaucoup nos quartiers si on donnoit de l'ouvrage aux pauvres et si on la refusoit aux fermiers et aux aisés qui peuvent vivre de leurs fermes. Les mendiants de Brest, de Lambézellec, de Landerneau et d'ailleurs, enlèvent une grande partie de la subsistance due préférablement à mes pauvres, dont le sort serait moins dur si les étrangers [personnes extérieures à la paroisse] ne nous accablaient ; quoy que cette paroisse ne soit pas opulente, elle peut entretenir ses pauvres s'ils étoient seuls. »

Le même recteur précise par ailleurs que la paroisse dispose de 800 livres de rente « pour les Petites écoles et pour les pauvres. […] Il y a dans les chapelles huit Écoles par jour, quatre pour les garçons et quatre pour les filles qui coûtent 281 livres par an. Nous avons aussy une sage-femme pour les pauvres et autres, payée à 150 livres. »
Jean Douval, Mathurin Jestin et Jean Le Roy, de Guipavas, faisaient partie de l'escadre du comte de Grasse pendant la guerre d'indépendance américaine.
En 1790, le clocher de l'église paroissiale Saint-Pierre-et-Saint-Paul est détruit par la foudre.

### La Révolution française
René Mével, Joseph Gestin, Guillaume Léal et Pierre Cren furent les quatre électeurs du Tiers-État représentant la paroisse de Guipavas lors des élections des députés de la sénéchaussée de Brest aux États généraux de 1789. Le cahier des plaintes et doléances de la paroisse de Guipavas fut approuvé en l'église Notre-Dame-du-Reun le 2 avril 1789 ; il demande notamment à « Sa Majesté de réformer les abus qui tournent à l'oppression du peuple et des cultivateurs » et de défendre la religion catholique « avec tout le courage dont les enfants de la vraie Église doivent être animés ».
En 1789, le clergé de la paroisse de Guipavas était composé de 5 prêtres : le recteur Yves-Constantin Picrel (il prêta dans un premier temps le serment de fidélité à la Constitution civile du clergé avant de se rétracter, devenant donc prêtre réfractaire et d'émigrer en Angleterre), le vicaire Gabriel Ségalen (lui aussi insermenté) et quatre prêtres habitués : Jacques Bernicot, Jacques Boulic, Michel Jézéquel et François Pastézeur, tous les quatre insermentés. En 1801 Yves-Constantin Picrel débarqua après avoir émigré en Angleterre à Roscoff en compagnie des autres prêtres de sa paroisse et redevint recteur de Guipavas avant d'être nommé en 1810 recteur de Roscoff
En 1791, les paroissiens de Guipavas, comme ceux des paroisses voisines comme Plabennec, Plouvien ou Le Drennec, refusent le clergé jureur.
En mars 1793, des attroupements se produisent à Guipavas et Gouesnou pour protester contre le tirage au sort dans le cadre de la Levée en masse : « Rendus près le bourg de Plabennec, les habitants de Guipavas qui avaient des fusils prirent la tête » raconte un témoin. Parmi les rebelles qui furent capturés, Yves Jézequel, de Guipavas, âgé de 43 ans, demeurant à Kerandraon en Guipavas, interrogé par le directoire de Landerneau, raconte que « le lundi 18 mars, il chargeait du goémon […], qu'il entendit 10 heures du matin le tocsin sonner à Guipavas, Saint-Divy et La Forest, qu'il fut en même temps instruit par les enfants que tous les voisins étaient partis pour Lannilis vu que les Anglais étaient descendus depuis trois ou quatre jours suivant la commune renommée et sans qu'il sache qui a répandu le bruit. On disait dans son canton qu'il y aurait une guerre […], que, […] épouvanté par la crainte de voir incendier ses propriétés au retour de ses voisins s'il ne les suivait pas à Lannilis, il se détermina à y aller […] » ; rendus à la Montagne des trois pierres en Plabennec [où devait se tenir le rassemblement des paysans révoltés], ils apprirent que le débarquement anglais n'était « que de la foutaise » [était une nouvelle fausse] mais qu'il y avait « une espèce de guerre civile occasionnée par les bourgeois de Brest en garnison parce que les jeunes gens ne voulaient pas tirer au sort ». Un autre témoignage, celui de Philippe Le Billant, 44 ans, demeurant au Cloâtre en Guipavas, dit à peu près la même chose mais ajoute « qu'il trouva de trois à quatre cents paysans rassemblés, tant de Guipavas, Kersaint, Gouesnou et autres, tous armés de fusils, fourches et autres instruments aratoires, qu'il y reconnut Piton fils, boucher de Guipavas […], Jean Saliou, boulanger du bourg de Guipavas, […] qui vendait du pain aux paysans attroupés, […] que lui, déclarant, se retira quand la fusillade commença ».
Ces émeutes furent suivies de deux condamnations à mort : Jean Pédel et François Guyavarc'h, guillotinés à Brest, respectivement les 5 et 6 avril 1793.
Pierre Colin, originaire de Guipavas, prêtre à Plabennec, signataire de la protestation du clergé de Léon en 1790, fut déporté à l'Île de Ré en 1798 et libéré le 15 avril 1800. Le chanoine Michel Henry, originaire de Guipavas, vicaire général de l'évêché de Léon, se cacha pendant toute la Terreur à Guipavas, d'où il anima le culte dans tout le diocèse tout en gardant une liaison avec son évêque exilé en Angleterre. La chapelle Notre-Dame-du-Reun fut alors transformée en corps de garde.

### XIXesiècle

#### La première moitié duXIXesiècle

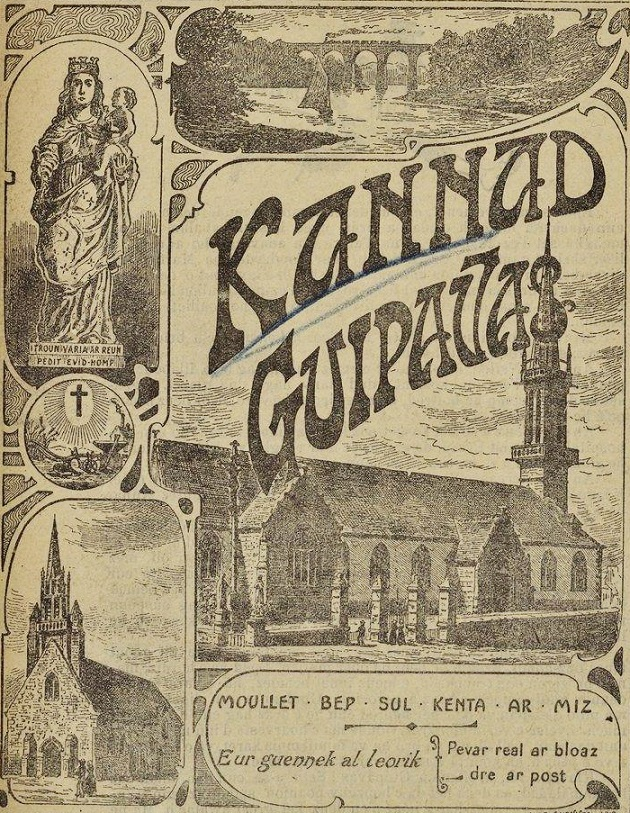
Page de couverture du Bulletin paroissial de Guipavas en 1915 (dessins de Louis Le Guennec) représentant entre autres l'église paroissiale.

Le 13 avril 1803 (23 germinal an XI), Louis Branda, maire de Guipavas, offre à sa commune en donation une rente foncière annuelle de 24 francs « pour le soulagement des pauvres de Guipavas », ainsi que le produit de la vente de deux terrains « pour le bureau de bienfaisance de cette commune ».
À Guipavas, lors du jubilé de 1805, quand on fermait l'église le soir, « le peuple se cachait dans le clocher ou sous les autels pour être le lendemain les premiers aux confessionnaux », car ceux qui n'arrivaient qu'à cinq heures du matin avaient de la peine à passer dans la journée.
Le curé Puhulen fait reconstruire en 1850 sur les plans de l'architecte Fremiot, l'église paroissiale. En 1864 le curé de Guipavas, L'Hostis, achète le clocher de l'église de Lambézellec pour remplacer celui de l'église détruit en 1790.

#### Une agriculture assez prospère
La tradition de la culture du lin, les paysans-tisserands travaillant pour des marchands de Landerneau, a été importante jusqu'au milieu du XVIIIe siècle, mais décline ensuite. Au XIXe siècle, les produits laitiers, les légumes, le froment et les pommes de terre sont les plus importantes productions agricoles. La commune connaît aussi alors une importante activité meunière en raison des moulins existant lors.

#### Les foires de Guipavas
Un article de 1853 indique qu'à cette époque les foires de Guipavas se tenaient les deuxièmes jeudis de février, avril, juin, août, octobre et décembre. « On expose aux foires de Guipavas que des chevaux usés, propres seulement au service peu actif de petits laboureurs ou charretiers ; la moyenne des chevaux qu'on y a exposés jusqu'à présent n'a jamais déposé 100 ou 150 ».
Guipavas, comme les communes avoisinantes des régions de Plabennec et Landivisiau, fut un centre important d'élevage de postiers bretons pendant le XIXe siècle (sans doute avant aussi) et la première moitié du XXe siècle.

#### Un maire saint-simonien
Jean Foucault qui fut maire de Guipavas entre 1835 et 1838, agriculteur ouvert aux idées nouvelles, fut converti aux idées saint-simoniennes en 1831 lors d'une « Mission » d'Édouard Charton et H. Rigaud puis au Fourierisme ; il suivit les cours de l'École sociétaire fondée par Charles Fourier décédé en 1837 à La Colonie, projet de colonie sociétaire à Condé-sur-Vesgre et s'y établit ; il y mourut en 1876 découragé par l'échec de La Colonie. Il était l'ami de Nicolas-Alexandre Bourguignolle qui possédait avec sa femme Françoise une exploitation agricole à Guipavas où ils expérimentaient les idées fouriériste. À partir de 1845, le couple diffusait la littérature fouriériste à Brest.

#### De tristes faits divers
Le Journal des débats politiques et littéraires relate un triste fait divers survenu à Guipavas en 1856 : un riche cultivateur de la commune, dénommé K…, aurait séquestré pendant sept ans « dans un obscur et infect réduit » une de ses filles éprise d'un jeune homme que ses parents lui refusaient. « La pauvre fille est devenue idiote ! On dit aussi que K… […] ne témoigne aucun regret de ce qu'il a fait pour l'honneur de sa famille, qui compte dans ses alliés des personnes dans des positions importantes ». K… a été mis en état d'arrestation.
Un autre fait divers illustre bien la misère qui sévissait alors : le 25 septembre 1885, poussé par la misère, François Paul, un homme de 34 ans demeurant à Trémaouézan, avec sa femme et ses trois petits enfants, prirent le train à Brest jusqu'à la gare du Rody, puis dans la crique de Fonteunaon en Guipavas (section de Kerhuon), s'avancèrent dans la mer afin de se noyer, ce qui survint. Seul l'homme au dernier moment n'eut pas le courage de mourir et ramena les cadavres des siens sur la plage. L'homme fut arrêté et condamné aux travaux forcés à perpétuité le 13 janvier 1886 par la Cour d'assises du Finistère. On ne sait pas où et jusqu'à quand il a purgé sa peine.
Le 25 août 1898 une partie du hameau du Froutven brûla « dix meules de paille, de fagots et de foin ont brûlé en quelques minutes. […] L'incendie se communiqua aux fermes, brûlant les charrettes, les machines à battre, les instruments aratoires. Les pompiers de Brest et les ouvriers de la poudrerie nationale du Moulin-Blanc, aidés par les cultivateurs des environs, ont combattu le feu avec vigueur. […] On croit que le feu a été mis par des enfants qui jouaient avec des allumettes. […] Le château de Froutven a été préservé. ».

#### Le passage de leurs majestés impériales en 1858
L'hebdomadaire Le Monde illustré du 28 août 1858 raconte ainsi le passage à Guipavas le 12 août 1858 de Napoléon III et d'Eugénie de Montijo à Guipavas, alors qu'ils se rendaient de Brest à Landerneau pendant leur visite en Bretagne :

« Partout curés et maires accourent, drapeaux et bannières au vent, à la tête des populations rurales, se presser sur les marges de la route ; partout retentissent des acclamations qui semblent étonner ces bruyères habituées à de tous autres vivats. Voilà Guipavas, une bourgade amphibie, sillonnant la baie du soc de ses barques et la plaine de l'étrave de ses charrues. "DIEU, L'EMPEREUR ET LA PAIX", c'est la trilogie dont son arc de verdure salue Leurs Majestés. »

#### La visite de la princesse Bacciochi
Le 1er septembre 1861, la princesse Bacciochi pose la première pierre de l'Institut agricole de Guipavas. C'est l'occasion de grandes festivités : « […] Au Pont-Neuf, limite de la commune [en venant de Brest] se trouvait […] une troupe nombreuse de cavaliers qui l'ont reçu avec des cris enthousiastes de Vive l'Empereur et ont suivi sa voiture au grand trot, faisant à Son Altesse tout l'honneur qu'ils pouvaient et beaucoup de poussière. […] À un kilomètre environ avant d'arriver au bourg de Guipavas se trouvaient les Frères des écoles chrétiennes, dont les élèves dépassent déjà le chiffre de 300. […] Venaient ensuite sur deux rangs, ayant les Sœurs à leur tête, les nombreuses élèves de l'école des filles. […] Son Altesse s'est arrêtée sous un bel arc de triomphe, près duquel le maire de la commune, entouré de son conseil municipal et des flots de population, l'attendait. […] La princesse s'est ensuite dirigée vers l'église, […] puis sur le lieu où devait se faire la bénédiction de la première pierre qu'elle devait poser. […] Son Altesse a voulu faire une visite à la maison de charité de Guipavas […] dirigée par les Sœurs de la Sagesse. Fondée depuis dix-huit mois à peine, elle a déjà produit un bien considérable. Les Sœurs […] portent des secours aux malades et donnent l'instruction aux filles de la commune ».

#### Des paroissiens dévots et royalistes
Un prêtre raconte en ces termes la grande dévotion des paroissiens de Guipavas vers le milieu du XIXe siècle :

« Le désir d'honorer Marie dans ses mystères douloureux a inspiré aux habitants de Guipavas la pratique du chemin de la croix, qui plaît spécialement à leur piété. […] L'invention de la Croix, qui se célèbre le 3 mai, est pour eux une fête solennelle. Dès l'aurore, ils se rendent à l'église paroissiale, ils en font neuf fois le tour en récitant le chapelet qu'ils tiennent tous à la main ; chaque fois qu'ils passent devant la porte occidentale, ils s'y arrêtent pour prier un moment. À une heure indiquée, on se rend processionnellement à Notre-Dame-du-Rûn ; on en fait trois fois le tour ; puis les portes s'ouvrent, le saint sacrifice commence ; après quoi, l'on fait encore trois fois le tour de la chapelle, et l'on revient dans le même ordre à l'église paroissiale recevoir la bénédiction de la vraie croix. Autrefois, on faisait ces tours de la chapelle pieds nus ; prêtres et fidèles observaient ce cérémonial ; mais depuis quarante ans, on s'est écarté de cette rubrique. »

Le militantisme catholique et royaliste était alors important à Guipavas, comme le raconte cet extrait du témoignage d'un habitant de Guipavas lors d'un pèlerinage à Sainte-Anne-d'Auray en date du 29 septembre 1879 :

« La paroisse de Guipavas, qui compte une population de 6 000 âmes, a été divisée en 16 sections. À la tête de chaque section, nous avons placé l'homme le plus vénérable, le meilleur chrétien, celui qui inspire le plus confiance à ses voisins. Un président est choisi parmi eux. Lorsqu'il est question d'une élection, les chefs de section s'entendent entre eux pour désigner parmi les candidats qui se présentent celui qui offre le plus de garanties chrétiennes. Le candidat choisi envoie ses bulletins au président qui les porte lui-même au chef de section, lesquels, à leur tour, les distribuent aux électeurs de leur section, la veille ou l'avant-veille de l'élection. le jour de l'élection, les chefs de section se relèvent à tour de rôle et se tiennent, pendant toute la durée du scrutin, devant la mairie, à la droite de la porte, ayant des bulletins à la main pour en remettre aux retardataires ou à ceux qui auraient égaré les leurs. De cette manière, il ne peut y avoir aucune erreur, même pour les électeurs qui ne savent pas lire […]. Enfin, en toute circonstance, les chefs de section sont chargés de faire comprendre à leurs électeurs que c'est un crime contre Dieu et contre le pays que de se dispenser du vote, et qu'il faut aller déposer son bulletin à la mairie, avant d'entrer dans aucun cabaret. […] Nous travaillons en ce moment à organiser les communes voisines de la même façon […]. »

Vers 1870 les prêtres de Guipavas grondaient en chaire pour imposer l'interdiction de danser sous peine de refus d'absolution.
Les bourrages d'urnes étaient fréquents : aux élections législatives de mai 1869, à Guipavas, on trouve 936 bulletins dans l'urne pour 919 votants, la plupart des bulletins étant en faveur du candidat officiel François Marie Monjaret de Kerjégu.

#### La scission du Relecq et de Kerhuon
En 1868, une partie des habitants du village du Rody, commune de Guipavas, demandent leur rattachement à la commune de Saint-Marc, mais cette demande est rejetée, 12 habitants seulement se déclarant favorables et 122 habitants opposés. Parmi les autres arguments avancés pour le rejet de la demande : « l'annexion entraînerait de graves préjudices pour les habitants de Guipavas […] ; ils se verraient dépossédés d'une grève si riche pour leur agriculture ; Saint-Marc est pourvu d'une étendue de grève qui suffit et au-delà aux besoins de l'agriculture pour son territoire ».
En 1873, la section du Relecq était peuplée de 2 070 habitants et le reste de la commune de Guipavas de 4 532 habitants. Les habitants du Relecq et de Kerhuon demandaient déjà depuis 1873 la création d'une commune indépendante, arguant dans une pétition « leur éloignement du chef-lieu communal dont ils sont séparés […] par cinq kilomètres environ » ; les pétitionnaires « se plaignent d'une hostilité systématique de la part de la municipalité de Guipavas et établissent un lien entre cette hostilité à un certain nombre de griefs spéciaux : insuffisance de l'église paroissiale, mauvais état des écoles, insuffisance de leurs voies de communication, etc ». Le conseil général du Finistère en 1877 donne un avis défavorable « Tout ce que demande Le Relecq peut être obtenu sans qu'il soit besoin de recourir à une séparation » (création d'un bureau d'état civil au Relecq, d'un bureau de poste, « l'école des filles a été améliorée, un très beau local a été livré pour l'école des garçons »). La perte de la section du Relecq causerait à Guipavas un préjudice moral, lui enlèverait « la plus grande partie de son rivage maritime, c'est-à-dire le droit à la coupe du goémon et les autres avantages réservés aux riverains ». Le rapporteur de la commission du conseil général du Finistère, le comte de Legge rajoute que « la population [de Kerhuon et du Relecq] est en grande partie constituée d'ouvriers et de marins qui échappent à l'impôt, ne paie même pas de cote personnelle. Les charges retomberont donc sur la population rurale, celle qui a une attache au sol. Or cette partie de la population ne désire nullement la séparation ». En conséquence, le conseil général du Finistère émet lors de sa session d'avril 1877 un avis défavorable à cette demande de scission.
Une loi en date du 30 mars 1896, promulguée au Journal officiel du 8 avril 1896, divise le territoire de la commune de Guipavas en créant la commune du Relecq-Kerhuon. Les antagonismes existants entre les habitants de la paroisse du Relecq (peuplée en 1877 de 2 043 habitants), peuplée en majorité d'ouvriers et de pêcheurs, républicains, et la majorité paysanne, à mentalité conservatrice et cléricale, du reste de la commune, rendait cette séparation inéluctable.

#### La Pyrotechnie de Saint-Nicolas
La Pyrotechnie de Saint-Nicolas est créée en 1868 sur 8 ha à la confluence de la rive droite de l'Élorn et de la rive orientale de l'Anse de Kerhuon pour la conception, la fabrication, le stockage et le ravitaillement en munitions de la place de Brest. Bien que située en Guipavas, son accès principal se fait à partir du Relecq-Kerhuon par la digue construite en 1829 qui barre la dite Anse. L'établissement remplace le dépôt de munitions de l'Île des Morts, qui lui-même avait remplacé celui de l'Île d'Arun, situés tous les deux dans la rade de Brest.
Un décret d'expropriation pour cause d'utilité publique du 27 novembre 1879 permet d'agrandir l'établissement et de le relier par une voie ferrée à la gare de Kerhuon.
Cet établissement, formé de trois magasins à poudre et de bâtiments annexes, existe toujours en 2014, occupant désormais 130 ha en raison d'agrandissements successifs, par exemple en 1905, le dernier agrandissement datant de 1936 ; à cette date, plus de 700 employés y travaillent en permanence ; ils sont plus de 8 000 avec les affectés spéciaux au début de la Seconde Guerre mondiale. Cette usine de fabrication et d'entretien des armements destinés à la Marine nationale est un terrain militaire à accès réglementé, qui est concerné par le dossier départemental sur les risques majeurs (directive Seveso), qui limite l'urbanisation aux alentours. C'est désormais l'Établissement principal des munitions « Bretagne », créé le 23 juin 2011, qui emploie environ 160 personnes.

#### Épidémie de choléra de 1885
Une nouvelle épidémie de choléra (plusieurs autres sont survenues depuis 1834) concerne Guipavas en 1885, et plus particulièrement le hameau de Kerhuon, qui à cette date, fait encore partie de Guipavas « La commune de Guipavas, qui est d'une étendue considérable, comprend des hameaux situés dans les terres et des hameaux exclusivement maritimes. C'est un de ces hameaux maritimes, Kerhuon ou Kerhorre, qui a été le plus frappé », mais des cas sont aussi signalés au Rody.

#### Les «statues naturelles» de J. Kergovatz
Un ingénieur chimiste de Guipavas, J. Kergovatz, eût en 1885 une idée curieuse qui fit l'actualité, reprise par de nombreux journaux de l'époque, celle de transformer les corps humains en « statues naturelles » afin de les conserver définitivement : « Il suffit de frotter le corps de plombagine et, dans cet état, de le plonger dans un bain. Le cuivre étant cher, on peut employer le zinc par exemple pour les pauvres, comme aussi pousser jusqu'à l'argent, ou même l'or, pour les riches » écrit-il dans une lettre du 18 juillet 1885.

#### Les écoles de hameaux de Coataudon et de Kerafloc'h
Fin XIXe, la construction de 67 écoles de hameaux a été autorisée dans le Finistère par deux décrets :
- le décret du 25 octobre 1881 qui a délégué une subvention pour 18 écoles de hameaux sur l'arrondissement de Quimperlé ; toutes ont été bâties ;
- le décret du 14 mars 1882 qui a délégué une subvention pour 50 écoles de hameaux sur les quatre autres arrondissements du département (Brest, Châteaulin, Morlaix, Quimper) à choisir dans les communes « dont le territoire est le plus étendu et les ressources les plus restreintes » ; 49 ont été bâties dont 2 à Guipavas (Coataudon et Kerafloc'h)[96].

#### Laïcisation de l'école
Par arrêté préfectoral du 20 août 1887 et en application de la loi du 30 octobre 1886, l'école de garçons de Guipavas est laïcisée. Les Frères des écoles chrétiennes, vestimentairement sécularisés, continuèrent à y enseigner. L'école des filles était tenue par les Sœurs de la Sagesse.
En 1885, une école publique de hameau est construite à Kerafloc'h dans le quartier du Douvez ; elle ouvre le 2 août 1886, en même temps que celle de Coataudon.
Antoine Queffurus, né le 8 mars 1874 à Guipavas, fusilier breveté, fit partie des trente marins français qui, sous les ordres du commandant Paul Henry, et aux côtés de dix marins italiens, défendirent 3 000 catholiques chinois, menacés par la révolte des Boxers, réfugiés dans la cathédrale de Pétang au centre de Pékin le 30 juillet 1900.
Eugène Marie Jacq est élu le 20 mai 1888 maire, ce qui en fait le premier maire républicain élu à Guipavas, les précédents étaient royalistes ; la liste catholique (royaliste) l'emporte à nouveau aux élections municipales de 1892.
En 1892, madame de Hohenhole, héritière du prince russe de Wittgenstein, fait don de 100 000 francs à la commune de Guipavas « dont les revenus devront servir à élever des orphelines ». Ce don est fait au nom du prince de Wittgenstein « pour remplacer un orphelinat qu'il avait fait commencer avant de mourir, et qui ne sera pas terminé ».

### XXesiècle

#### La Belle Époque
Le 25 mai 1900 « un terrible incendie a détruit cette nuit l'hôtel de l'Étoile du Nord à Guipavas. La panique s'empara des pensionnaires de l'hôtel et quatre d'entre eux se jetèrent dans le vide par les fenêtres du deuxième étage. L'un a été tué, les trois autres ont des membres brisés et leur état est grave ».
Dans un rapport daté de décembre 1902, le préfet du Finistère indique qu'à Guipavas « la population adulte en majorité ignore le français ».
Dès 1903, le bourg de Guipavas est, avec Le Relecq-Kerhuon, parmi les premières communes du département, en dehors des grandes villes, à être électrifiée, à l'initiative du maire de la commune de l'époque, Jacq ; le moulin du Vern, qui fut au XIXe siècle l'un des plus importants moulins à céréales du Finistère, étant transformé en usine électrique (l'usine, rachetée par la suite par M. Leclère, a fonctionné jusqu'en 1969).
Un matelot de Guipavas, Menel, fut victime de l'explosion du cuirassé Iéna le 12 mars 1907 dans le port de Toulon, qui fit en tout 118 morts et 37 blessés.
Le 1er mai 1914, le capitaine Maurice Challe (1879-1916), accompagné du mécanicien Béasse, effectua la première liaison aérienne Paris-Brest, décollant de l'aérodrome du Buc (dans l'actuel département des Yvelines) et atterrissant au Polygone à Brest, après 6 h 20 de vol effectif sur un appareil cage à poules Farman, effectués en quatre jours (avec plusieurs arrêts intermédiaires). La plaque commémorative de leur exploit se trouve à l'aéroport de Brest-Bretagne.
Dans le Kannad Guipavas (Bulletin paroissial) d'août 1914, le recteur de Guipavas écrit (en breton) que la taxe sur l'eau-de-vie perçue par la commune s'est élevée à 6 487,42 francs, ce qui représente 80 235 litres d'eau-de-vie, soit 17 litres par tête de buveur (femmes, enfants et « ceux qui ne boivent pas » exclus).

#### Querelles liées à la laïcité au début duXXesiècle

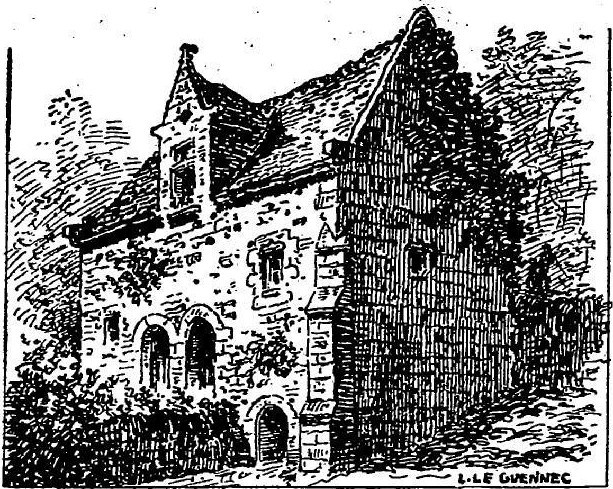
Guipavas : le moulin de Beaurepos en 1929 (dessin de Louis Le Guennec).

La querelle des inventaires a concerné Guipavas. Le journal Le Petit Parisien du 23 novembre 1906 écrit « À Guipavas, on a opéré l'inventaire des deux églises. La foule a été dispersée par des pelotons de hussards et de cuirassiers. Les portes de l'église étaient barricadées. Trois arrestations ont été opérées ; l'une d'elles a été maintenue, celle d'un forgeron nommé Pedez [en fait Pelley] ». Le sieur Pelley, 47 ans, forgeron à Guipavas, est condamné le jour-même à un mois de prison et 1 franc d'amende pour « violences et voies de fait envers des agents de la force publique lors de l'inventaire de l'église de cette commune ».
En vertu de la loi du 7 juillet 1904 relative à l'enseignement congréganiste, un décret du président du Conseil et ministre de l'Intérieur impose la fermeture de l'école tenue par les Filles de la Sagesse à Guipavas à partir du 1er septembre 1907. Le journal Le Gaulois écrit le 8 octobre 1907 « Au milieu des énergiques protestations des habitants, MM. Agier, commissaire spécial, et Carance, commissaire adjoint, ont expulsé hier les Frères de la doctrine chrétienne et les Sœurs qui dirigent les écoles de Guipavas et du Relecq-Kerhuon ».

#### Première Guerre mondiale

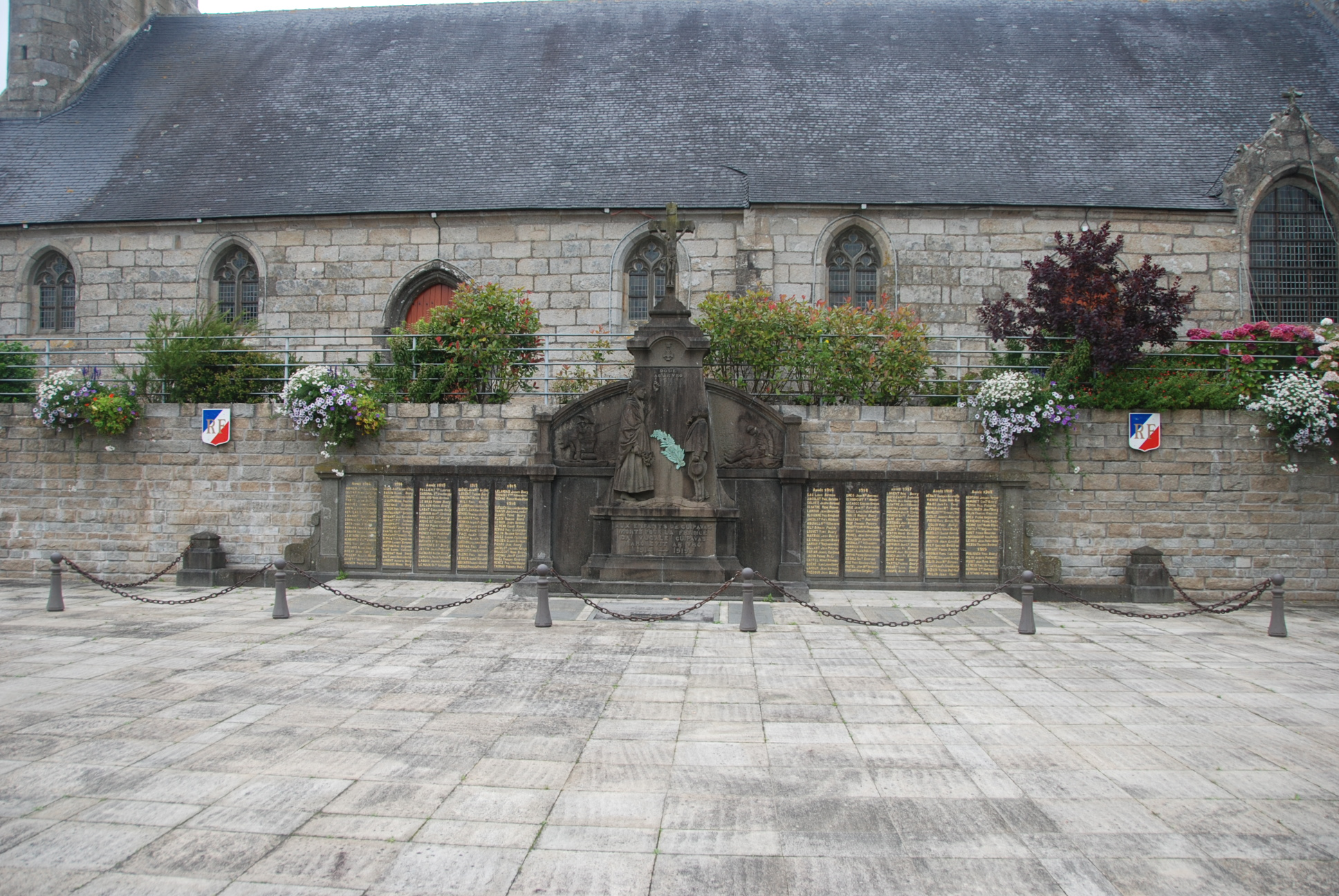
Le monument aux morts de Guipavas, au pied de la chapelle Notre-Dame-du-Reun.

Un décret du président de la République française en date du 11 mars 1916 autorise l'expropriation des terrains nécessaires à la construction d'une voie ferrée reliant la Pyrotechnie de Saint-Nicolas à la gare de Kerhuon et un autre en date du 24 novembre 1917 autorise l'expropriation des terrains nécessaires à l'agrandissement de la Pyrotechnie de Saint-Nicolas.
Guipavas posséda un centre de dirigeables, camps de Lanrus, à partir du 1er juillet 1917 lié à la présence de l' armée américaine, jusqu'au 1er janvier 1919. Des essais de dirigeables ont encore lieu à Guipavas en 1922. Le hangar à dirigeables fut mis en vente le 3 avril 1930, puis abattu.
Le monument aux morts de Guipavas, inauguré le 22 mai 1921, associe le funéraire (la veuve et l'orphelin), le religieux (il est surmonté d'une grande croix chrétienne) et le patriotique (il est encadré de deux canons et d'obus rappelant le conflit) ; il porte les noms de 202 soldats morts pour la France pendant la Première Guerre mondiale. Par exemple le journal Ouest-Éclair du 19 février 1915 écrit « On annonce la mort au champ d'honneur des habitants de la commune de Guipavas dont les noms suivent : Yves Bervas, de Kerjaouen-Bihan, sous-chef artificier au 2e régiment d'artillerie coloniale ; François Stephen, du bourg, soldat au 1er bataillon colonial du Maroc, tué au combat d'El-Herry, près de Kénifra ; Laurent Gestin, de Kerverzet, matelot fusilier, décédé à Coutances des suites de ses blessures ; Jean Mingant, de Kerautrant, matelot fusilier ; l'abbé Ernest Kerjean, de Pont-Mezgall, vicaire à Pont-Aven, caporal au 19e d'infanterie ; Auguste Lorient, du bourg, matelot fusilier ; René Lescoat, du bourg, 2e maître fusilier ; Pierre-Joseph Baot, du moulin de Kerhuon, caporal au 2e zouave. ».
Des soldats de Guipavas firent preuve d'héroïsme pendant la guerre, par exemple François Floch, séminariste originaire de Guipavas, fit l'objet d'une citation à l'ordre de sa division « Excellent sous-officier, plein de zèle et de dévouement, blessé grièvement dans la tranchée le 5 octobre 1914, en donnant un bel exemple de ténacité à ses hommes » ou Jean Neildé (qui était vicaire à Guipavas) est cité à l'ordre de sa division : « Brancardier d'un courage et d'une abnégation à toute épreuve. Dans les journées de l'Aisne, a montré le plus bel exemple et a obtenu un rendement considérable de son équipe dans la relève des blessés, malgré les dangers d'un bombardement incessant ».
René Charreteur, qui demeurait aux Champs Fleuris en Guipavas, soldat au 2e régiment d'infanterie coloniale, fut fait prisonnier à Rossignol (Belgique) dès le 22 août 1914 ; il passa la quasi-totalité de la guerre dans divers camps d'internement allemands, en particulier à Landshut et à Puchheim « pour travailler dans des marais ».

#### Entre-deux-guerres
Le 3 juillet 1919, un décret du président de la République française, sur le rapport du ministre de la Marine, prévoit l'expropriation de parcelles au lieu-dit Beaurepos, à cheval sur les territoires des communes de Guipavas et de La Forest, « pour l'installation d'une maison de repos pour marins anémiés et fatigués ».
À l'instigation d'Hervé Budes de Guébriant des jeunes paysans de Guipavas et de Plabennec furent parmi les premiers à émigrer vers le Périgord, partant le 13 juin 1921 de la gare de Landerneau, accompagnés de François Tinevez, maire de Plabennec, et de l'abbé François Lanchès, alors vicaire au Relecq-Kerhuon, s'installant notamment dans le canton de Lanouaille dans le nord-est de la Dordogne.
Une décision ministérielle du 10 novembre 1925 adopte le principe de l'installation d'un centre d'aviation à Guipavas. Le 18 février 1928, le capitaine M. Waskenheim et le sergent-major De Freycinet effectuent en 4 heures la première liaison aérienne entre l'aéroport du Bourget et le nouvel aéroport brestois de Guipavas ; ils mirent 3 h 20 pour effectuer le parcours retour deux jours plus tard. Le terrain d'aviation, initialement réservé aux militaires (tout vol civil était interdit jusqu'en 1932, le terrain étant classé par les militaires « zone interdite »), est aménagé pour le trafic postal et ouvert aux activités civiles et en particulier à l'aéroclub à partir du 1er septembre 1931. L'aérodrome est inauguré le 13 juin 1937 après que d'importants travaux aient été effectués pour aménager le terrain d'atterrissage qui avait jusque-là assez mauvaise réputation.
Un ingénieur-chimiste de Guipavas, aussi gérant d'une pharmacie, Guillaume Berton, fut arrêté pour avoir fourni les deux bombes que des militants indépendantistes bretons du groupe armé Gwen Ha Du firent exploser le 7 août 1932 à Rennes afin de détruire le monument représentant la duchesse Anne agenouillée devant le roi Charles VIII et qualifié par eux de « monument de la honte nationale ».
L'hippodrome de Lanrus à Guipavas est inauguré le 25 août 1932 et des courses hippiques y furent organisées pendant plusieurs années.
Le 12 août 1933, un des trois avions du porte-avions Béarn s'abat à Guipavas sur une grange à proximité de la RN 12 ; les deux pilotes qui étaient à bord sont gravement blessés.
À l'époque, une foire se tenait à Guipavas chaque jeudi.
Le patronage "Notre-Dame-du-Reun", couramment appelé "Les Gars du Reun", fut fondé en 1935 par l'abbé Kerveillant vicaire à Guipavas ; il comprenait alors notamment un club de football, une section de gymnastique, une fanfare, une bibliothèque ainsi qu'une salle de spectacle ; il crée même une troupe de théâtre en 1937.

#### Seconde Guerre mondiale
La tombe d'un soldat anglais, Ernest Ronald Whitworth, du Trooper 10e Royal Hussard R-A-C, décédé le 15 juin 1940 dans des circonstances non précisées, se trouve dans le cimetière de Guipavas.
Pendant l'Occupation, la kommandantur s'installa à la mairie. Une batterie de DCA allemande était installée sur les hauteurs de Ménez Toralan. Le manoir de Beau-Repos, y compris l'isba, fut incendié par les troupes allemandes lors d'une échauffourée avec un groupe de résistants. Le château de Kerléon fut occupé par la Wehrmacht. Le manoir de Beau-Repos, y compris l'isba, fut incendié par les troupes allemandes lors d'une échauffourée avec un groupe de résistants.
Le 13 avril 1944, à Guipavas, près de 150 otages sont arrêtés par les Allemands à la suite de la découverte du corps d'un soldat allemand assassiné ; ceux-ci menacèrent de tuer 50 personnes si l'auteur du crime n'était pas découvert, mais les otages furent finalement libérés deux jours plus tard.
Le 7 août 1944 au soir, la 6e division blindée américaine, qui a fait en six jours une percée fulgurante depuis Avranches, approche de Milizac, Gouesnou, Guipavas, son but étant de prendre Brest. Les Allemands ont concentré des troupes, en particulier des parachutistes SS fanatisés, au nord-est de Gouesnou et aux alentours de l'aérodrome de Guipavas. Le 8 août 1944, sept paysans sont pris en otage par les Allemands dans le hameau de Créach Burguy en Guipavas, puis fusillés dans la cour d'une ferme. le film On ne peut pas oublier. Créach Burguy. 8 août 1944, réalisé par la commune en 2009, relate ce massacre.
Pendant le siège de Brest, le bourg de Guipavas se retrouva entre les lignes ennemies. « Les lignes américaines sont proches du haut du bourg, à hauteur du hameau du Menhir, alors que les lignes allemandes frôlent le bas du bourg, contrôlant le quartier de Pontrouf. Entre elles, l'ossature d'un village vide, sur lequel les obus pleuvent sporadiquement »..Le 11 août 1944, pendant les combats pour la libération de Brest, la flèche de la chapelle Notre-Dame-du-Reun est abattue et dans la nuit du 13 août 1944, l'église paroissiale Saint-Pierre-et-Saint-Paul est dévastée par un incendie. Seuls le porche septentrional et les pignons des bras du transept sont épargnés. Deux cent trente-sept immeubles furent abattus dans la commune, quatorze civils fusillés par les nazis ; en tout c'est près de 50 guipavasiennes et guipavasiens qui furent tués lors du siège de Brest, dont une famille guipavasienne entière de dix personnes dans l'explosion de l'abri Sadi-Carnot à Brest. Par ailleurs 24 soldats originaires de la commune ont été tués pendant la Seconde Guerre mondiale.
Entre le 25 août et le 30 les quartiers ouest de la commune se retrouvent sous le feu des canons américains, ils pensent que la population a été évacuée, or il n'en est rien, un "quiproquo" entre la mairie de Guipavas et celle de Saint Marc (actuellement Brest) fait que les habitants se retrouvent sous les bombardements alliés, ils font de très nombreuses victimes dans les quartiers de Quélarnou, Froutven, Kerouhant, Coataudon, Kermeur-Coataudon, Kerlaurent, Pen ar Creac'h, Keradrien.
Liste des tués lors du siège de Brest en août et septembre 1944 : 7 août Mme Ségalen (née  Marie Jeanne Luslac) 39 ans,Tourbian tuée à Penguérec Gouesnou, Assassinés par la wehrmacht à Créac'h Burguy le 8/8/1944 Yves Glévarec 18 ans , Hervé Ulvoas 26 ans, Jean Marie Ulvaos 23 ans, René Kermarec 45 ans, François Priser 47 ans François Priser 27 ans, Emile Picart 36 ans, 18/8 Michel Kerboriou 2 ans Poul ar feunteun, 18/8 Marie Yvonne Lesven (née Goret)  50 ans, Etienne Lesven 22 ans, René Goues 20 ans, Pierre Colin 43 ans, Antoine Colin 13 ans  Froutven, 24/8 Yves Roué 26 ans Kerlaurent, 25/8 Albert Plouzané 55 ans, 26/8 Albert Plouzané 4 ans Kerouhant, Jeanne Calvez 63 ans Kermeur Coataudon, Yves Page 57 ans Kererven,  27/8 Joseph Guéguen 57 ans Pen ar Créac'h,  29/8 Paul Jézéquel 19 ans et Yves Péron 46 ans Keradrien, 30/8 Yves Moré 49 ans Palaren, Rosalie Tanguy 21 ans, Marie Donval 43 ans Annette Cocaign 71 ans Kerivarc'h, 31/8 Jean Marie Bergot 45 ans Kerdanné, 1/9 Hervé Jestin 44 ans Kerivarc'h, 4/9 Françoise Foll(Mme Gloanec) 34 ans Kermeur Coataudon, Janine Gloanec 3 ans, Louise Foll(Mme Thomas) 36 ans, Marie Louise Marzin 52 ans, Kermeur Coataudon, Marie Perrine Guirriec (née kermarec) 52 ans Kerlaurent, Marie Corre 68 ans Stangalard, 6/9 Madame  Mingant Coataudon 81 ans, 7/9 Amédée Nandini 81 ans Kerouhant, 8/9/ Allain Toulhat 79 ans Froutven, 10/9 Ginette Hubert 16 ans Pont Neuf, Jean Marie Coajou 36 ans Rody et les décédés dans l'abri Sadi Carnot le 9/9 : Madame Ségalen(née Marie bernadette Tanguy), Aline Ségalen, Madame Labbat , Bernard Labbat, Monsieur Lespagnol, Madame Lespagnol et leurs deux enfants, Laurent Ségalen, André Ségalen(Liste rédigée par Louise Jézéquel épouse d'Yves Kerjean elle même grande blessée de guerre à Keradrien)

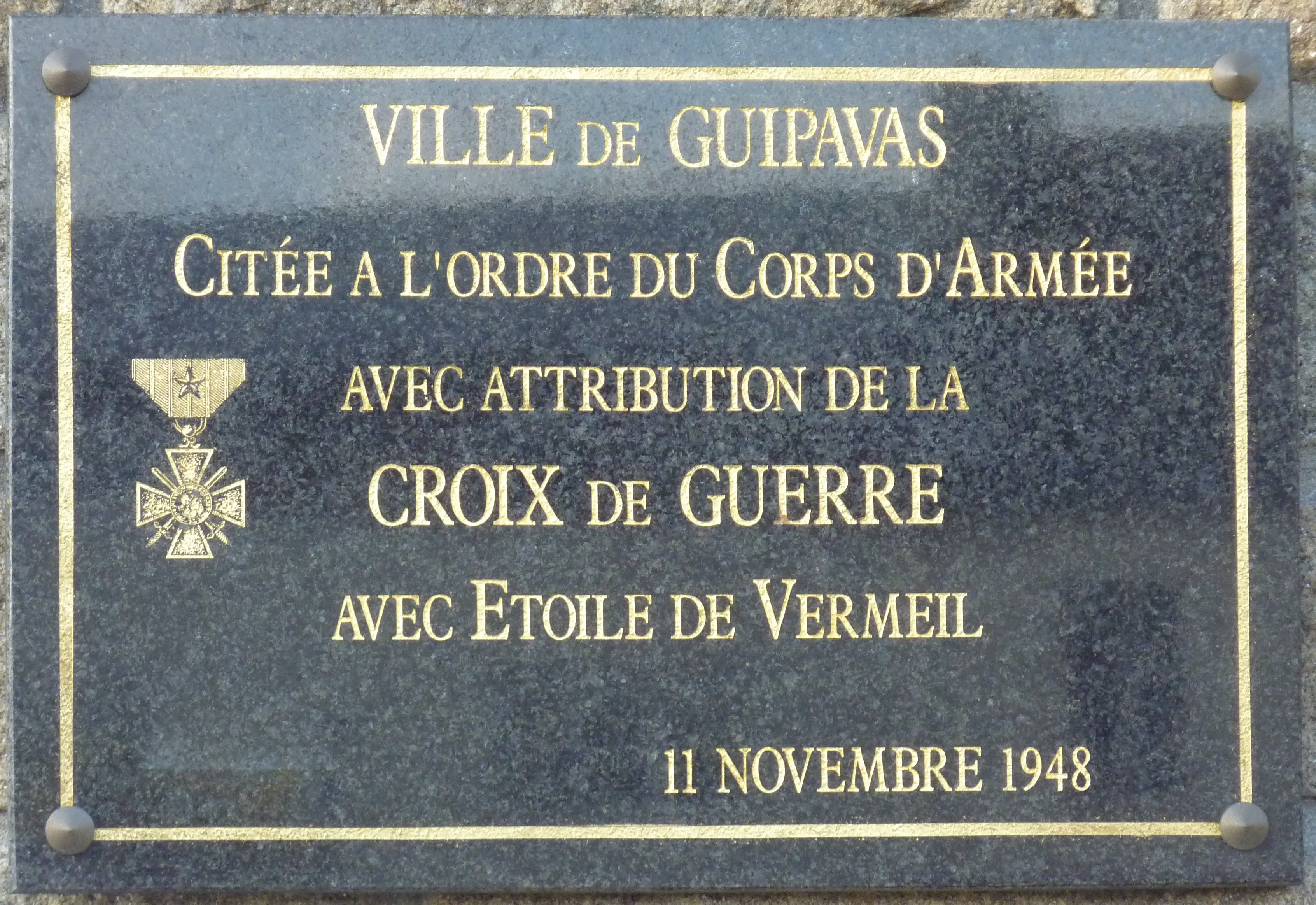
Plaque commémorative de l'attribution de la croix de guerre à la commune de Guipavas.

Le 23 août 1944 à Toralan en Guipavas, cinq personnes sont à leur tour enlevées par des soldats allemands et disparaissent à jamais ; leurs corps ne furent jamais retrouvés. Le lendemain 24 août 1944 Eugène Goguer est tué à son tour à Menez Torallan, son corps est retrouvé dans le fossé de la route menant à Kerhuon. Une stèle a été apposée dans le nouveau cimetière de Lavallot à leur mémoire.
Le 2 septembre 1944, la 2e division, qui fait partie du VIIIe corps d'armée américain dirigé par le général Troy Middleton s'empare de la « côte 105 » (près de Ménez Toralan) située au sud-ouest de Guipavas, que les Allemands avaient fortifié avec des canons anti-aériens. Sa conquête permit aux forces américaines d'avancer de 3 km en direction de Brest le long de l'Élorn. Roland Colin, dans Mémoires de mon enfance bretonne, a évoqué ces combats et ces destructions.
L'aérodrome de Guipavas fut visé par de nombreux bombardements alliés. Le bourg de Guipavas souffre de nombreuses destructions liées à ces combats et bombardements. C'était auparavant, selon Benjamin Girard, « un des plus beaux bourgs du Finistère ».

#### Après 1945
Le 11 novembre 1948, la commune de Guipavas reçut la croix de guerre avec étoile de vermeil ; la décoration était appuyée de la citation suivante : « Commune dont l'ardent patriotisme ne s'est jamais démenti pendant la pénible occupation ennemie. À l'avant-garde de la Résistance dans la région de Brest, a été l'objet de durs combats où ses enfants participèrent, côte à côte avec l'armée américaine, à la libération de leur sol, du 20 au 25 août 1944 ».
Le 6 février 1955, André Fauvel, évêque de Quimper et de Léon, inaugure la nouvelle église paroissiale Saint-Pierre-et-Saint-Paul, dont la construction a commencé en 1952.
La création d'une liaison aérienne quotidienne vers Orly en janvier 1961, assurée par Air Inter, marque le véritable envol de l'aéroport. L'aérogare est agrandie en 1986 et la piste allongée à plusieurs reprises ; une zone de fret est créée en 1993. À la fin du XXe siècle le nombre des passagers annuels atteint 600 000.
Le 22 juin 2003, le vol 5672 Air France, affrété par Brit Air et venant de Nantes, s'écrase puis s'embrase à Guipavas sans faire de victimes (les passagers ont eu le temps de quitter l'avion) autres que le pilote qui avait fait un malaise lors des manœuvres d'approche.

### LeXXIesiècle

#### La poursuite de l'essor économique
La construction de la nouvelle aérogare en 2007 (à l'architecture futuriste, ressemblant à une raie manta) et le nouveau nom attribué à l'aéroport (aéroport de Brest-Bretagne) illustrent la poursuite de l'essor : le cap du million de passagers est atteint en 2012 (1,1 million en 2018).
La présence de l'aéroport et la proximité des deux voies express (RN 12 et RN 165) suscitent l'implantation en périphérie de l'agglomération brestoise, mais sur le territoire de Guipavas, de zones d'activités industrielles et commerciales (zone du Froutven, Ikéa, Leroy-Merlin, Naval Group, etc..), notamment à proximité de la station de tramway « Porte de Guipavas ».

## Politique et administration

### Administration municipale
Le nombre d'habitants au dernier recensement étant compris entre 10 000 et 19 999, le nombre de membres du conseil municipal est de 33.

### Tendances politiques et résultats
Au second tour des élections municipales de 2014, la liste « divers gauche » conduite par Gurvan Moal a obtenu 46,97 % des suffrages exprimés, la liste « divers droite » conduite par Fabrice Jacob a obtenu 46,66 et la liste conduite par Catherine Guyader 6,35 %, le taux d'abstention était de 30,27 %. Le conseil municipal est donc constitué de 25 membres issus de la liste arrivée en tête, de 7 membres issus de la deuxième liste et d'un membre issu de la troisième liste.
Une scission au sein de la majorité municipale entrainant la démission de 20 conseillers municipaux le 22 novembre 2016, oblige à l'organisation d'élections municipales, avant la fin du mandat. Elles ont lieu le 5 février 2017 et voient la victoire, dès le premier tour, de la liste divers droite menée par Fabrice Jacob par 50,6 % des voix contre 25,9 % au maire sortant Gurvan Moal et 23,5 % au socialiste Fabrice Huret.

### Politique de développement durable
La ville a engagé une politique de développement durable en lançant une démarche d'Agenda 21 en 2009.

### Jumelages
- Barsbüttel (Allemagne) depuis octobre 1986[163]
- Callington (Royaume-Uni) depuis le 18 avril 1982[164]

## Population et société

### Démographie

#### Évolution démographique
L'évolution du nombre d'habitants est connue à travers les recensements de la population effectués dans la commune depuis 1793. Pour les communes de plus de 10 000 habitants les recensements ont lieu chaque année à la suite d'une enquête par sondage auprès d'un échantillon d'adresses représentant 8 % de leurs logements, contrairement aux autres communes qui ont un recensement réel tous les cinq ans,.
En 2022, la commune comptait 15 401 habitants, en évolution de +6,46 % par rapport à 2016 (Finistère : +2,16 %, France hors Mayotte : +2,11 %). Le maximum de la population a été atteint en 2007 avec 13 855 habitants.
| 1793  | 1800  | 1806  | 1821  | 1831  | 1836  | 1841  | 1846  | 1851  |
| ----- | ----- | ----- | ----- | ----- | ----- | ----- | ----- | ----- |
| 2 905 | 3 547 | 3 845 | 5 688 | 5 332 | 5 108 | 5 312 | 5 520 | 6 047 |

| 1856  | 1861  | 1866  | 1872  | 1876  | 1881  | 1886  | 1891  | 1896  |
| ----- | ----- | ----- | ----- | ----- | ----- | ----- | ----- | ----- |
| 6 042 | 6 356 | 6 356 | 6 641 | 6 802 | 7 077 | 7 247 | 8 339 | 5 174 |

| 1901  | 1906  | 1911  | 1921  | 1926  | 1931  | 1936  | 1946  | 1954  |
| ----- | ----- | ----- | ----- | ----- | ----- | ----- | ----- | ----- |
| 5 221 | 5 238 | 5 061 | 5 002 | 4 624 | 4 562 | 4 894 | 5 532 | 6 105 |

| 1962  | 1968  | 1975  | 1982   | 1990   | 1999   | 2006   | 2011   | 2016   |
| ----- | ----- | ----- | ------ | ------ | ------ | ------ | ------ | ------ |
| 6 610 | 7 346 | 8 959 | 10 425 | 11 956 | 12 584 | 13 633 | 13 414 | 14 466 |

| 2021   | 2022   | - | - | - | - | - | - | - |
| ------ | ------ | - | - | - | - | - | - | - |
| 15 460 | 15 401 | - | - | - | - | - | - | - |

#### Pyramide des âges
La population de la commune est relativement jeune.
En 2018, le taux de personnes d'un âge inférieur à 30 ans s'élève à 34,4 %, soit au-dessus de la moyenne départementale (32,5 %). À l'inverse, le taux de personnes d'âge supérieur à 60 ans est de 25,8 % la même année, alors qu'il est de 29,8 % au niveau départemental.
En 2018, la commune comptait 7 273 hommes pour 7 569 femmes, soit un taux de 51 % de femmes, légèrement inférieur au taux départemental (51,41 %).
Les pyramides des âges de la commune et du département s'établissent comme suit.
| Hommes | Classe d’âge | Femmes |
| ------ | ------------ | ------ |
| 0,6    | 90 ou +      | 1,4    |
| 6,6    | 75-89 ans    | 10,5   |
| 16,4   | 60-74 ans    | 16,0   |
| 20,9   | 45-59 ans    | 20,1   |
| 19,4   | 30-44 ans    | 19,4   |
| 16,2   | 15-29 ans    | 14,6   |
| 20,0   | 0-14 ans     | 18,0   |

| Hommes | Classe d’âge | Femmes |
| ------ | ------------ | ------ |
| 0,7    | 90 ou +      | 2,2    |
| 7,8    | 75-89 ans    | 11,5   |
| 19,2   | 60-74 ans    | 20,1   |
| 20,8   | 45-59 ans    | 19,7   |
| 17,7   | 30-44 ans    | 16,6   |
| 17,1   | 15-29 ans    | 14,7   |
| 16,8   | 0-14 ans     | 15,2   |

#### Commentaire de l'évolution démographique
L'analyse de l'évolution démographique de Guipavas doit tenir compte de la scission du Relecq-Kerhuon survenue en 1896 ; à territoire constant, donc en additionnant pour les années 1896 et suivantes les populations des deux communes de Guipavas et du Relecq-Kerhuon, leur population est passée de 2 905 habitants en 1793 à 8 697 habitants en 1896, 9 437 habitants en 1911, 8 837 habitants en 1931, 11 553 habitants en 1946, 17 458 habitants en 1975, 23 450 habitants en 1999, 24 292 habitants en 2006 et 24 263 habitants en 2011. La population a donc été multipliée par 8,4 en 218 ans.
Avant la scission de 1896, l'augmentation de la population était déjà forte, gagnant 5 434 entre 1793 et 1891, multipliée par 2,9 en 98 ans, essentiellement à cause de l'industrialisation et de l'urbanisation des quartiers du Relecq et de Kerhuon dans le courant du XIXe siècle. Depuis la scission, la population de la seule commune de Guipavas a continué à augmenter fortement, gagnant 7 970 habitants entre 1896 et 2011, multipliée par 2,6 en 115 ans. Cette population a toutefois stagné et même légèrement décliné pendant les 40 premières années du XXe siècle, un minimum démographique relatif étant atteint en 1931 avec seulement 4 562 habitants, soit une perte de 676 habitants entre 1906 et 1931, en raison de l'exode rural (Guipavas est encore à l'époque une commune essentiellement rurale), des morts pour la France pendant la Première Guerre mondiale et de la crise démographique que la France a connu pendant l'entre-deux-guerres. Par contre, la proximité de Brest et la périurbanisation qui en est résulté expliquent le décollage démographique de l'après-Seconde-guerre-mondiale, encore modéré dans la décennie 1960 (la population guipavasienne augmente de 1 814 habitants en 22 ans, soit + 82 habitants/an entre 1946 et 1968), fort pendant la décennie 1970 (la population augmente de 3 079 habitants en 14 ans, soit + 220 habitants/an entre 1968 et 1982), ralenti ensuite (la population augmente de 3 148 habitants en 24 ans, soit + 89 habitants/an entre 1982 et 2006) ; Guipavas connaît même tout récemment un léger tassement démographique, perdant 219 habitants entre 2006 et 2011.
L'augmentation démographique de l'après-Seconde-Guerre-mondiale est due davantage à une forte immigration nette (le record est atteint avec + 2,1 % l'an entre 1968 et 1975, le rythme se ralentissant régulièrement depuis, n'étant plus que de + 0,2 % l'an entre 1999 et 2010) qu'à l'excédent naturel, certes constamment positif pendant cette période, oscillant selon les intervalles intercensitaires entre + 0,8 et + 0,4 % l'an, dépassant même l'immigration nette pour la période 1999-2010. Le taux de natalité, bien qu'en déclin (15,7 pour mille entre 1968 et 1975, 7,0 pour mille entre 1999 et 2010), reste constamment supérieur au taux de mortalité (qui oscille entre 8,1 pour mille et 6,6 pour mille selon les intervalles intercensitaires) en raison d'une population qui reste assez jeune, ce qu'illustre la pyramide des âges ci-dessus. Par exemple entre 1999 et 2007 inclus, la commune a enregistré 1 136 naissances pour 711 décès.
La périurbanisation a d'abord concerné, dès avant la Seconde Guerre mondiale, le quartier de Tourbian-Coataudon, véritable excroissance brestoise en doigt de gant le long de l'axe routier principal de l'époque, la RN 12. Par contre, après la Seconde Guerre mondiale, la prolifération des nouveaux lotissements concerne d'abord le quartier de Kergonan, lui aussi en continuité d'urbanisation avec Brest, puis se développe surtout autour du bourg même de Guipavas, par volonté municipale, particulièrement au nord-est et au sud-ouest du bourg. Le nombre de logements passe de 2 005 en 1968 à 5 405 en 2010, la croissance la plus rapide ayant lieu entre 1982 et 1990 : + 720 logements en 8 ans, soit 90 par an en moyenne, la quasi totalité étant des résidences principales (42 résidences secondaires en 2010 seulement) et 87,5 % des maisons individuelles en 2010, la commune ne comptant qu'assez peu d'immeubles à habitat collectif.

### Enseignement
Guipavas possède huit écoles :
- six écoles publiques : le groupe scolaire de Kerafloc’h, l'école maternelle Louis-Pergaud, l'école élémentaire Louis-Pergaud, le groupe scolaire Maurice-Hénensal, l'école maternelle Jacques-Prévert et l'école élémentaire Jacques-Prévert ;
- deux écoles privées catholiques : l'école Notre-Dame-de-Tourbian et l'école Notre-Dame du Sacré-Cœur.

Guipavas possède deux collèges :
- le collège du Vizac, un collège public qui accueille pendant l'année scolaire 2013-2014 490 élèves répartis en 19 classes[173] ;
- le collège Saint-Charles, un collège privé catholique qui accueille 409 élèves pendant l'année scolaire 2013-2014[174].

L'enseignement du breton est assuré au groupe scolaire Louis-Pergaud via une une filière bilingue qui accueille une centaine d'élèves répartis sur cinq classes. Il peut se poursuivre au collège du Vizac.

### Manifestations culturelles et festivités
- "L'Alizé" est la salle de spectacle municipale de Guipavas, qui organise chaque année de nombreux spectacles et autres manifestations culturelles[177].
- Début juillet une manifestation, Le Temps Bourg de Guipavas, est organisée en collaboration avec les associations de la ville

### Santé
- La clinique Pen An Dalar est spécialisée dans la prise en charge des patients adultes, hommes et femmes, présentant des troubles psychiatriques[178].
- L'association Don Bosco (qui doit son nom à Don Bosco) gère la « Maison de Kerellec »[179], un foyer d'accueil de 24 places pour personnes handicapées et l'Institut médico-éducatif de Kerlaouen[180] qui accueille 54 enfants, adolescents et jeunes adultes déficients mentaux, réinstallé depuis 2012 à Kerivoas, toujours en Guipavas.

### Sports
- L'association « Les Gars du Reun » compte sept sections (basket-ball, football, tennis, tennis de table, volley-ball, musique et Évasion). Doyenne des associations de Guipavas (fondée en 1935 par l'abbé Kerveillant), elle compte en 2014 environ 1 500 licenciés.
  - Le club de football des Gars du Reun, créé en 1935 par Charles Bronec et Jean Kermarec dans le cadre du patronage paroissial créé par l'abbé Kerveillant. En 1987, le club s'est qualifié pour les 32e de finale de la coupe de France où il fut battu par le F.C. Tours, qui évoluait alors en 2e division. L'équipe première évolue actuellement Régionale 1. Les Gars du Reun organisent chaque année un tournoi international de football : le Challenge du Printemps.
  - Les Gars du Reun, section basket, organisent chaque année un tournoi international cadets (le week-end de Pâques).
- Skol Gouren Gwipavas, club de lutte bretonne créé en 1968.

### Cultes
Dans l'Église catholique, le territoire de la commune de Guipavas fait partie de la paroisse Brest-Elorn, placée sous le patronage des Saints Pierre et Paul. Deux lieux de cultes principaux sont situés sur ce territoire: l'église du Bourg et l'église de Tourbian. On trouve aussi les chapelles Notre-Dame du Reun et Saint-Yves.

## Économie

### Revenus de la population et fiscalité
En 2009, 37,5 % des foyers fiscaux n'étaient pas imposables.

### Emploi
En 2009, la population âgée de 15 à 64 ans s'élevait à 8 762 personnes, parmi lesquelles on comptait 70,4 % d'actifs dont 65,6 % ayant un emploi et 4,8 % de chômeurs.
On comptait 5 880 emplois dans la zone d'emploi, contre 3 787 en 1999. Le nombre d'actifs ayant un emploi résidant dans la zone d'emploi étant de 5 768, l'indicateur de concentration d'emploi est de 101,9 %, ce qui signifie que la zone d'emploi offre un emploi pour chaque habitant actif.

### Entreprises et commerces
Au 31 décembre 2010, Guipavas comptait 900 établissements : 70 dans l’agriculture-sylviculture-pêche, 62 dans l'industrie, 124 dans la construction, 512 dans le commerce-transports-services divers et 132 étaient relatifs au secteur administratif.
En 2011, 266 entreprises ont été créées à Guipavas, dont 29 par des autoentrepreneurs.
L'Établissement principal des munitions Bretagne, l'un des sept du Service interarmées des munitions, créé en 2011 se situe à la pyrotechnie Saint-Nicolas.
Depuis le 26 mars 2008 le 22e magasin en France du géant suédois Ikea a ouvert à Guipavas. Avec une zone de chalandise d'un million de personnes, une nouvelle zone commerciale attenante « Les portes de Brest Guipavas », inaugurée fin septembre 2008, propose une vingtaine d'enseignes pour la maison et la restauration. On retrouve le 4e plus grand Décathlon de France mais aussi Boulanger ou Hippopotamus. Ce Retail Park est commercialisé par le groupe Altarea Cogedim.

## Culture locale et patrimoine

### Lieux et monuments

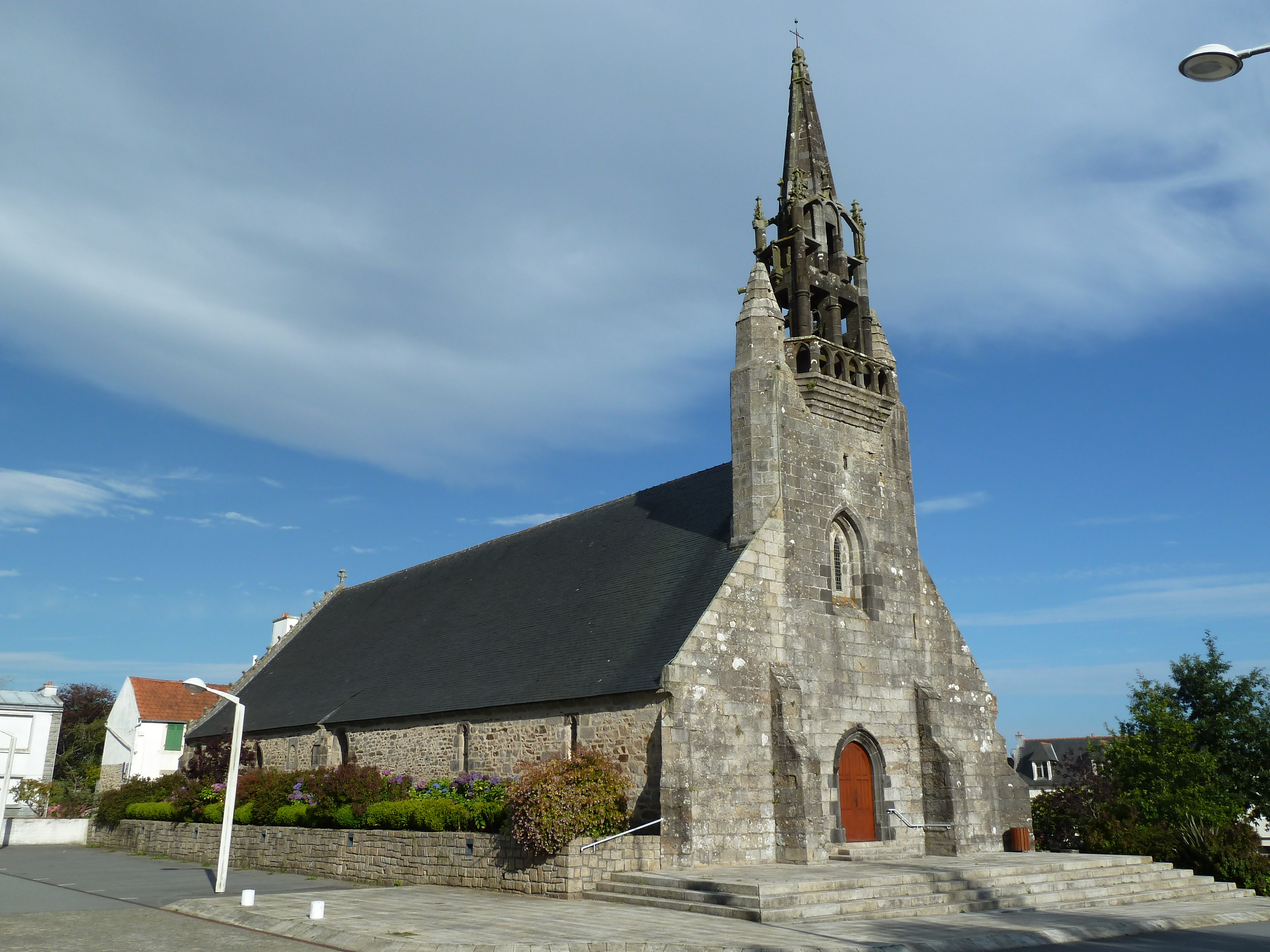
Chapelle Notre-Dame-du-Reun.

Sur le territoire de Guipavas, on trouve de nombreux monuments religieux :
- l'église Saint-Pierre-et-Saint-Paul[37] reconstruite entre 1952 et 1955 par l'architecte Michel[182], de Brest ; c'est l'église paroissiale du Bourg[183] ; son clocher, séparé de la nef, est visible de loin[184] ; son porche, conservé de l'église antérieure, abrite des statues des douze apôtres[185]. Le porche est classé monument historique par arrêté du 4 février 1928[186] ;
- la chapelle Notre-Dame-du-Rhun, (Rûn en breton signifie « colline ») car elle est à 93 mètres au-dessus du niveau de la mer. La chapelle actuelle date du XVIe siècle et remplacerait une église antérieure construite par saint Thudon lui-même au VIIe siècle. Restaurée en 1805, la chapelle a été gravement endommagée et sa flèche abattue pendant les combats pour la libération de Brest en août 1944 ; la flèche a été restaurée en 1952[187]. La chapelle abrite une Vierge à l'Enfant connue sous le nom de Notre-Dame du Reun[188].  Elle est classée partiellement (clocher et façade) au titre des monuments historiques par arrêté du 22 juillet 1914[189] ;
- la chapelle Saint-Yves (au Douvez)[190], construite en 1892 à partir des pierres de l'ancienne chapelle seigneuriale de Keroudaut[98] ;
- l'église Notre-Dame-de-Tourbian à Coataudon (église moderne) : la paroisse de Tourbian a été créée en 1968 et l'église nouvelle consacrée par Clément Guillon le 26 septembre 1993[191].

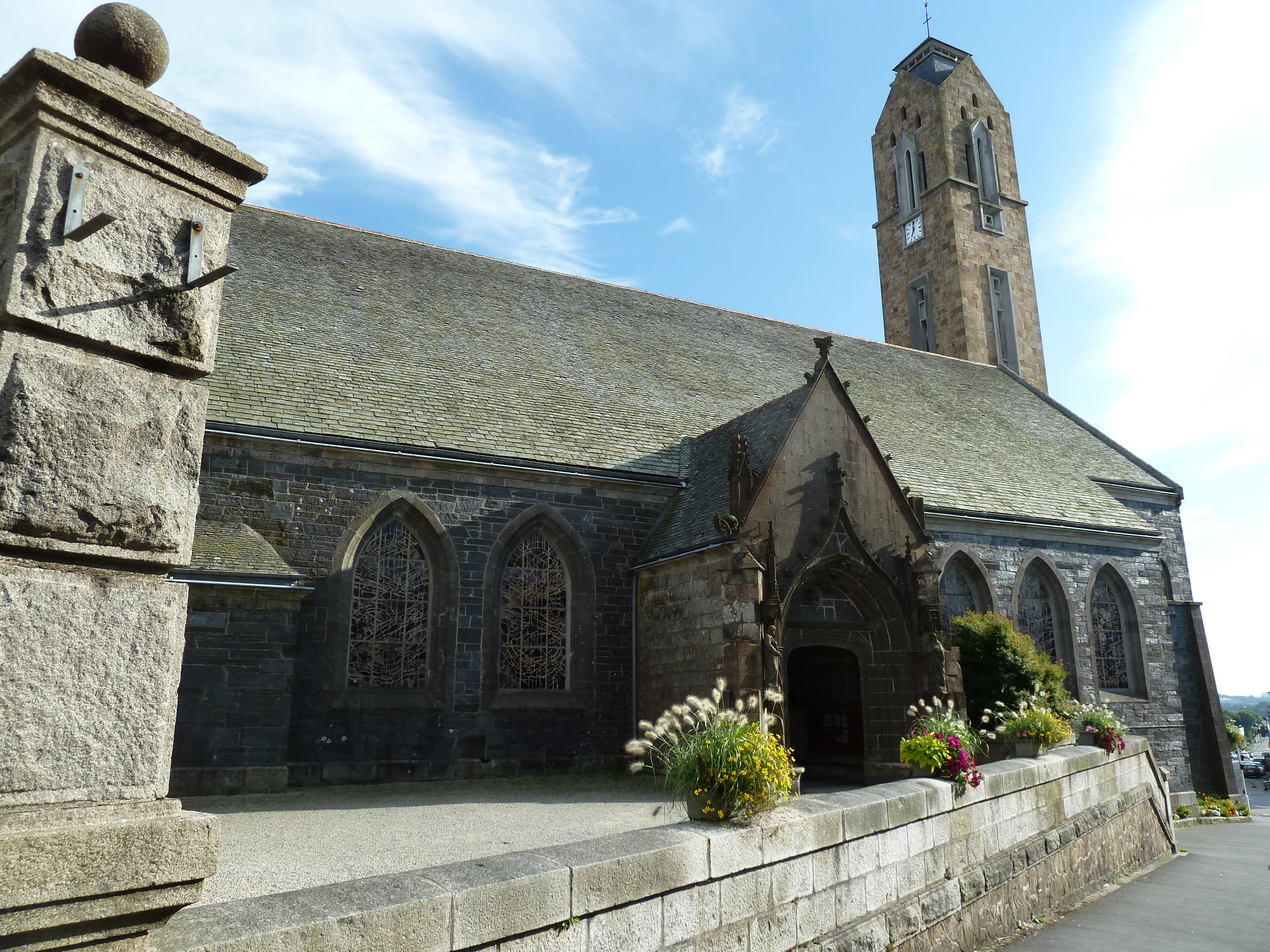
Guipavas : l'église paroissiale Saint-Pierre-et-Saint-Paul et son porche.
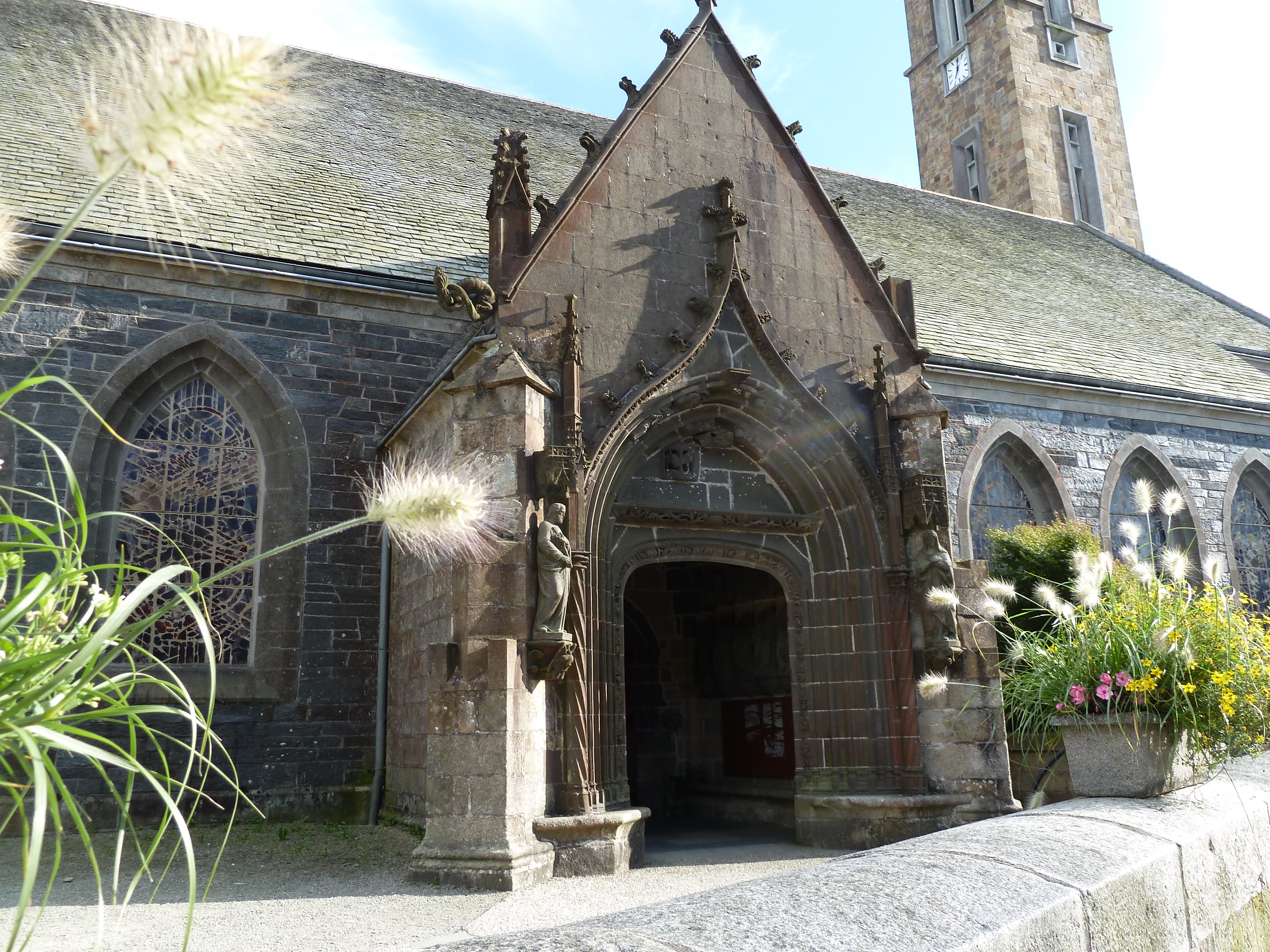
Guipavas : église paroissiale, porche de l'église Saint-Pierre-et-Saint-Paul.
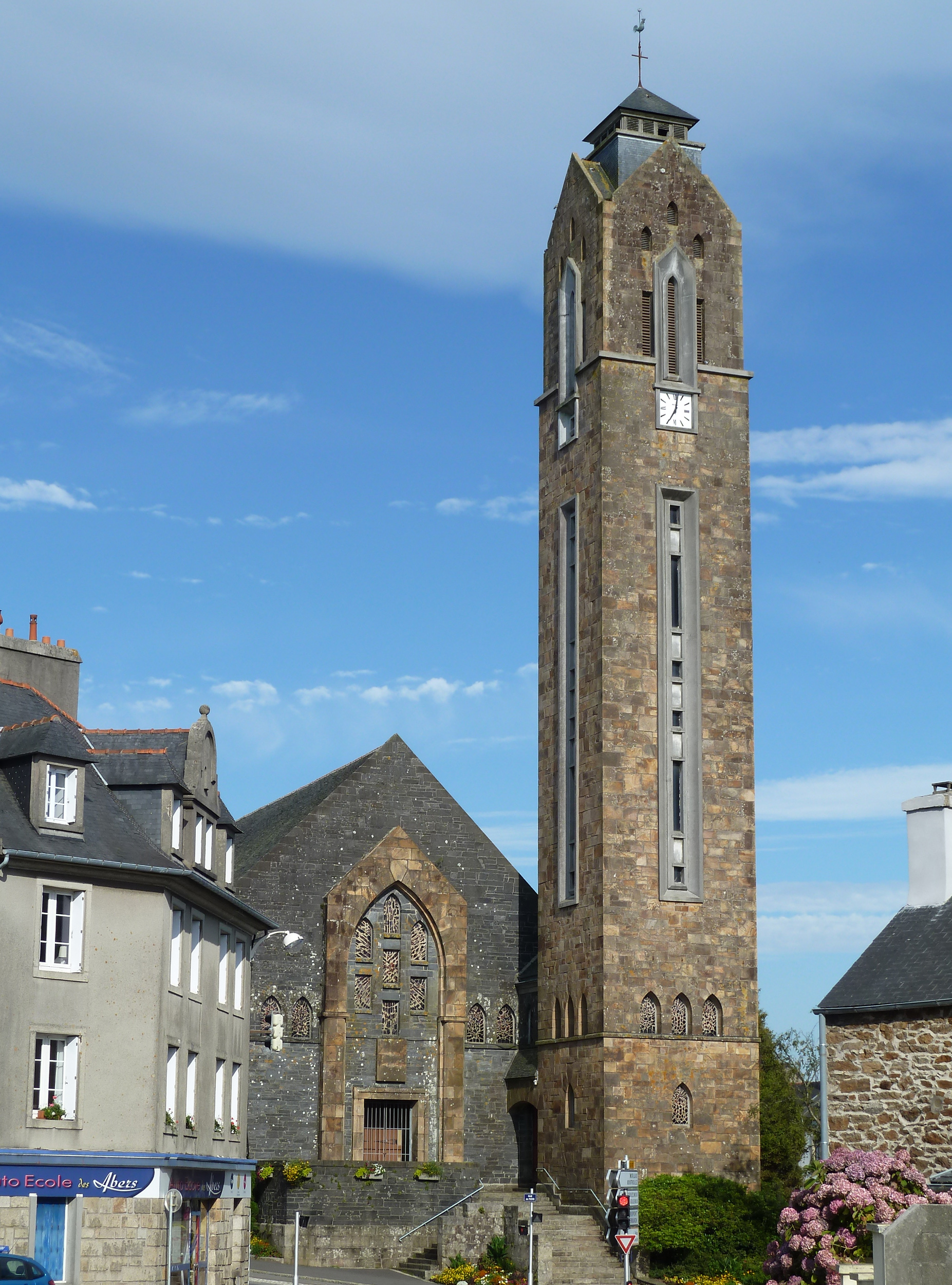
Guipavas : le clocher de l'église paroissiale Saint-Pierre-et-Saint-Paul.
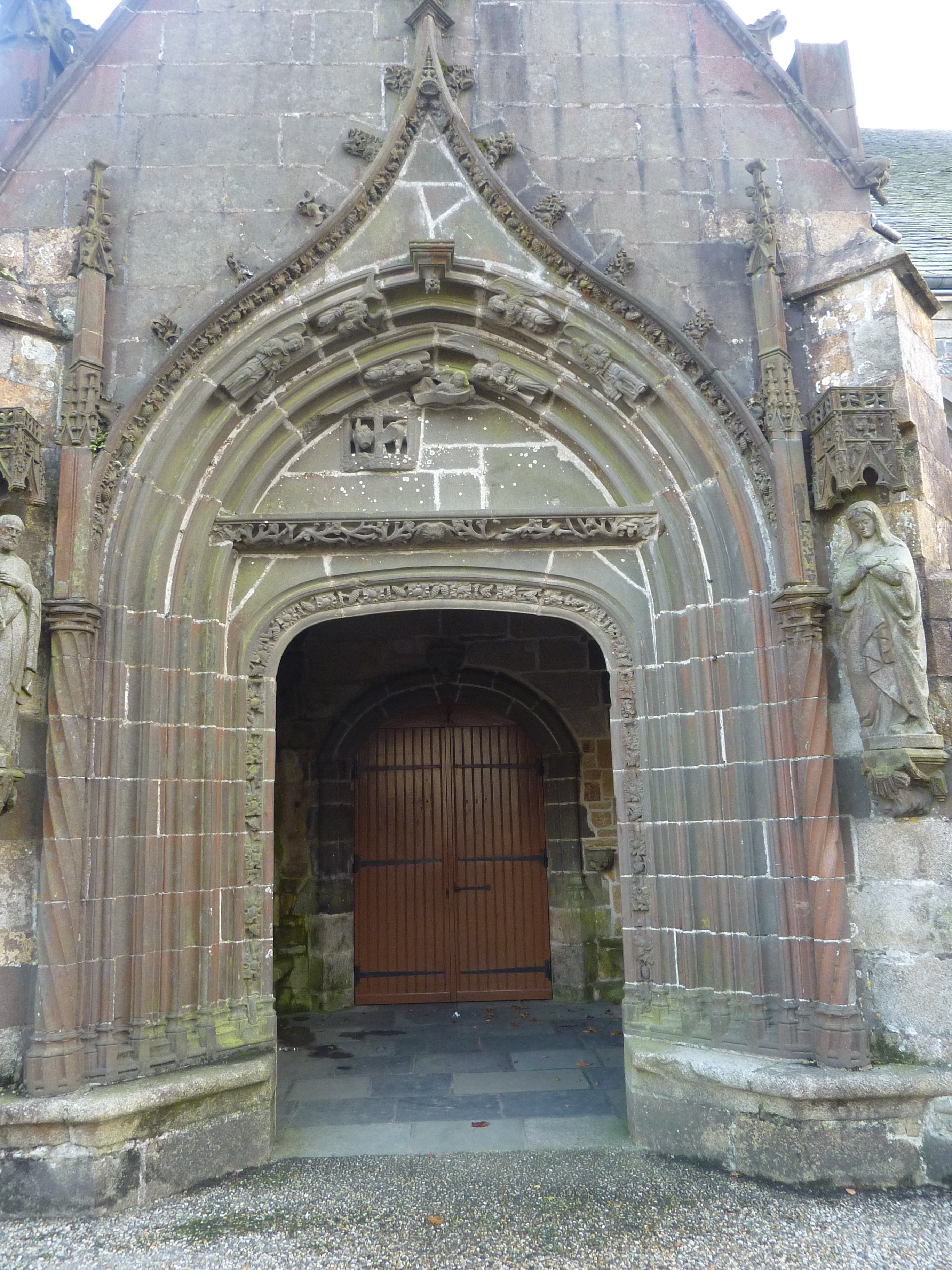
Guipavas : église paroissiale, porche de l'église Saint-Pierre-et-Saint-Paul.
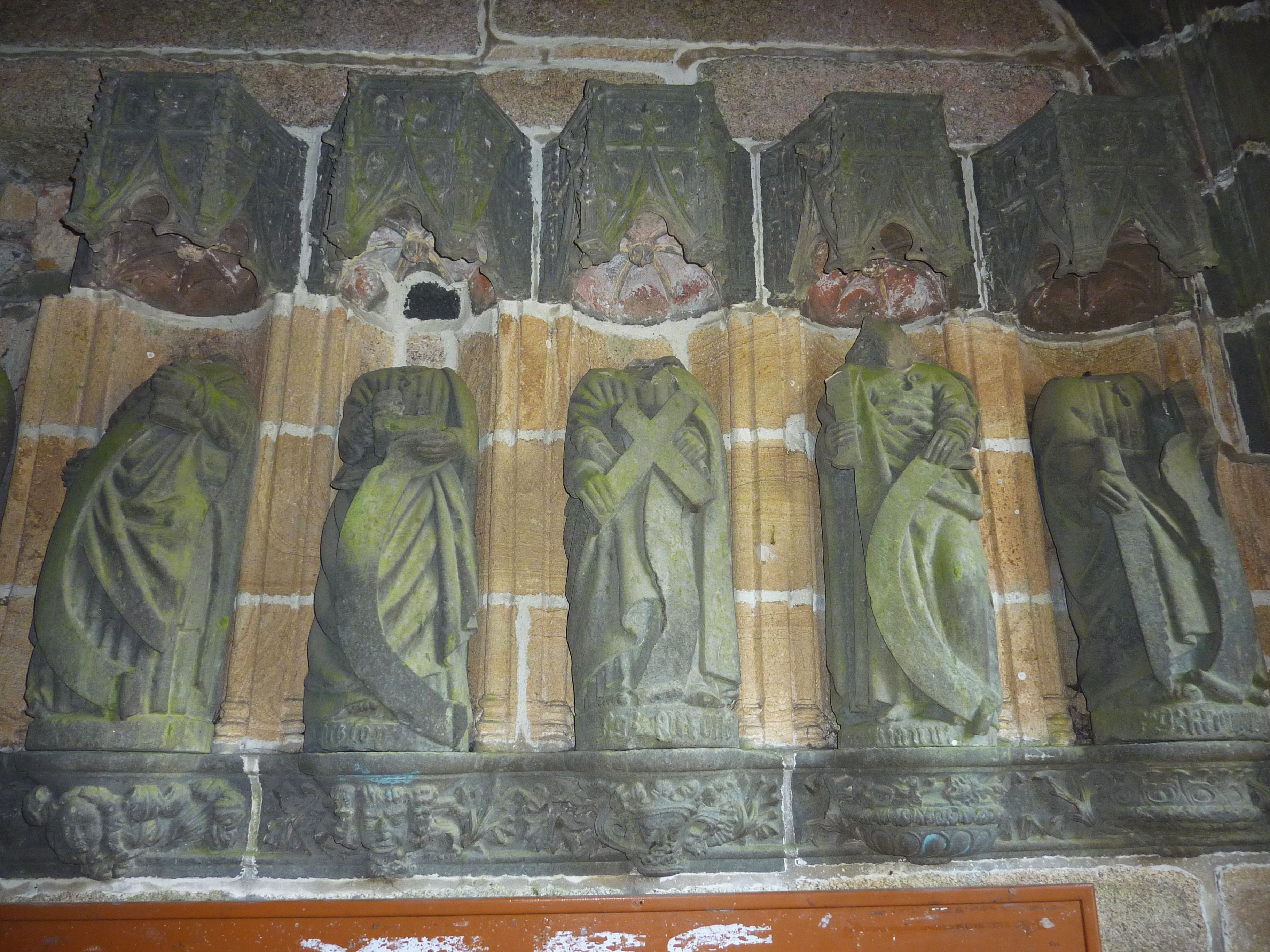
Guipavas : église paroissiale, six apôtres (têtes disparues).
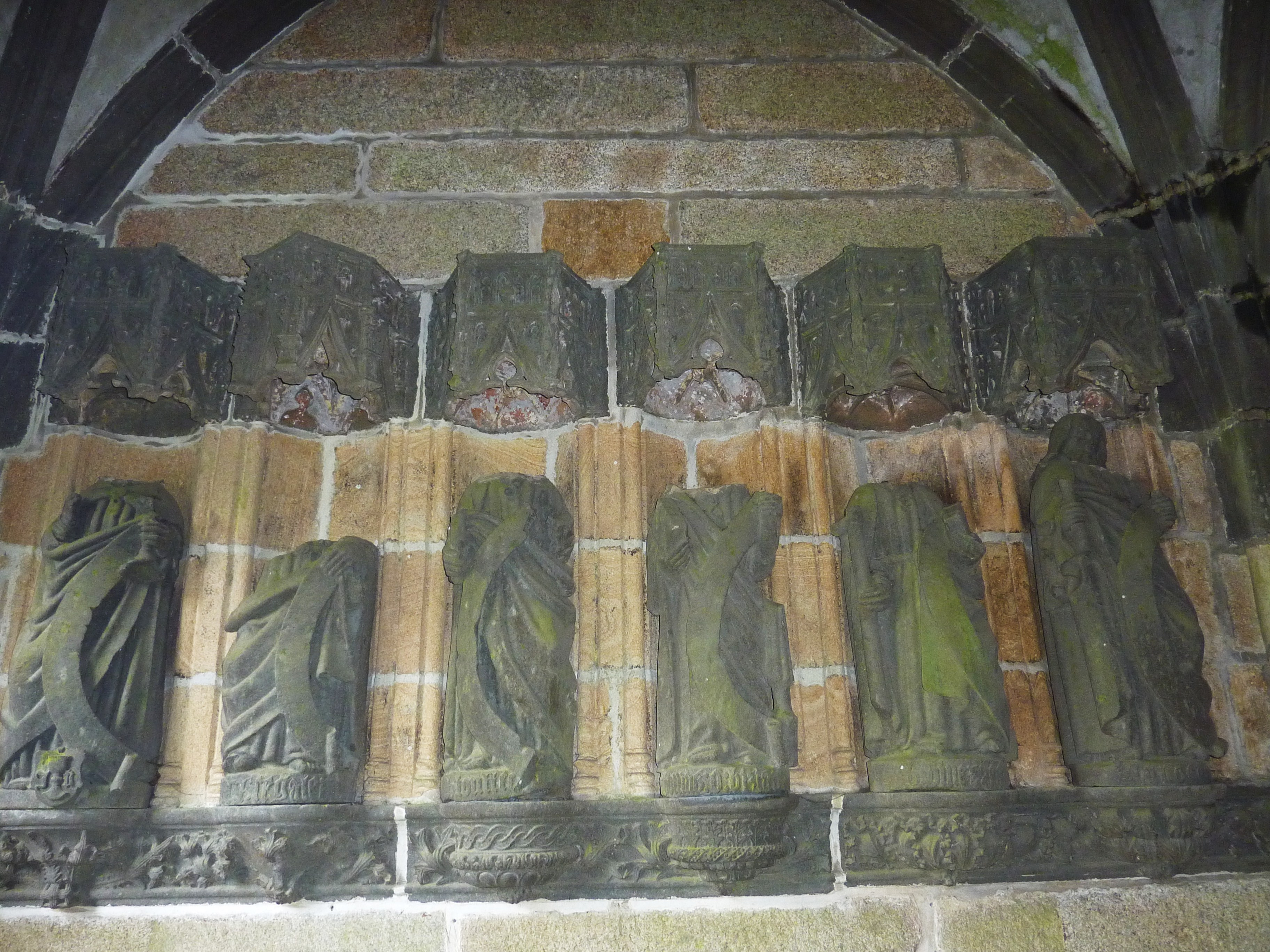
Guipavas : église paroissiale, les six autres apôtres (têtes disparues).
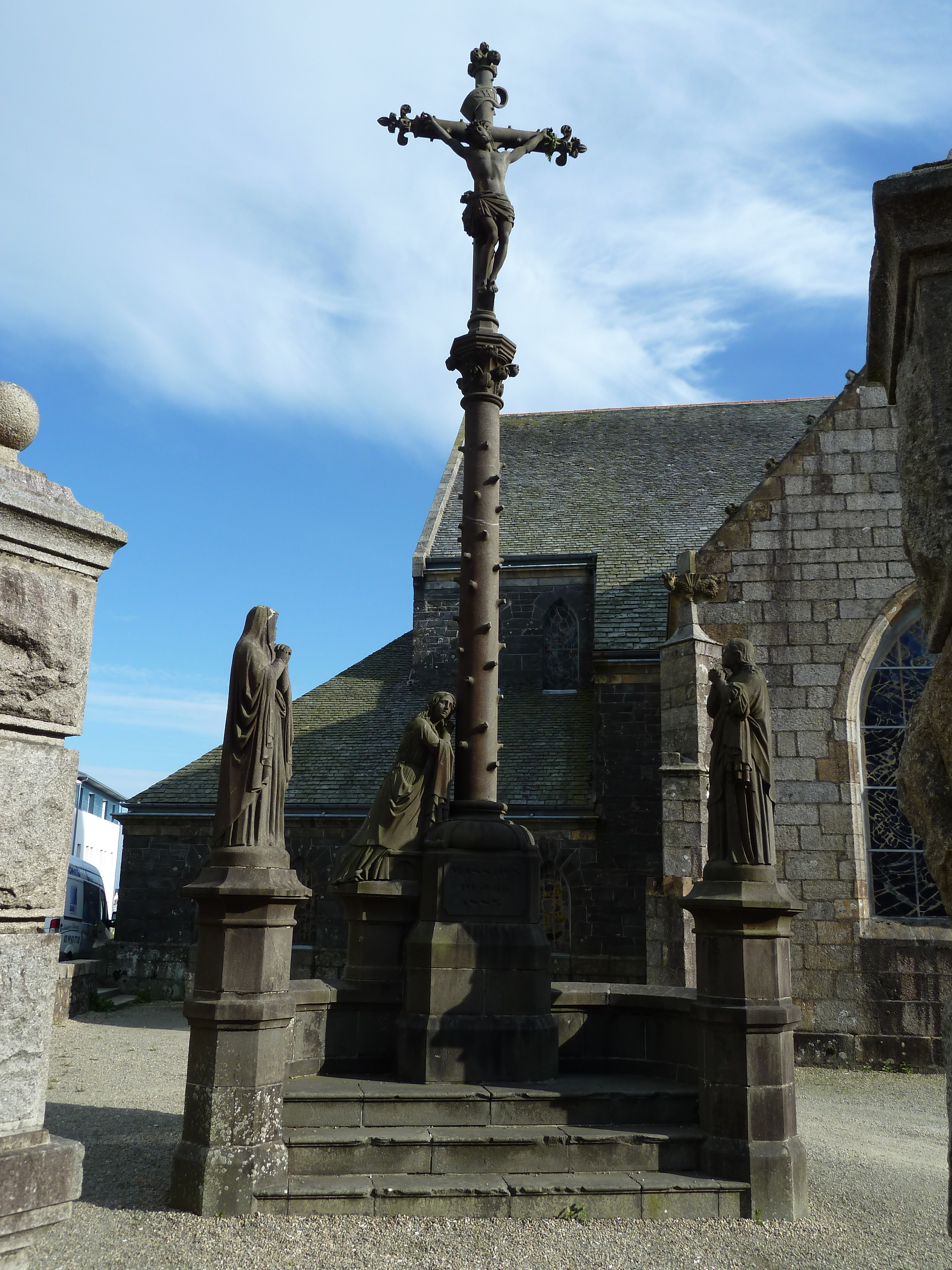
Guipavas : le calvaire (mission de 1885).
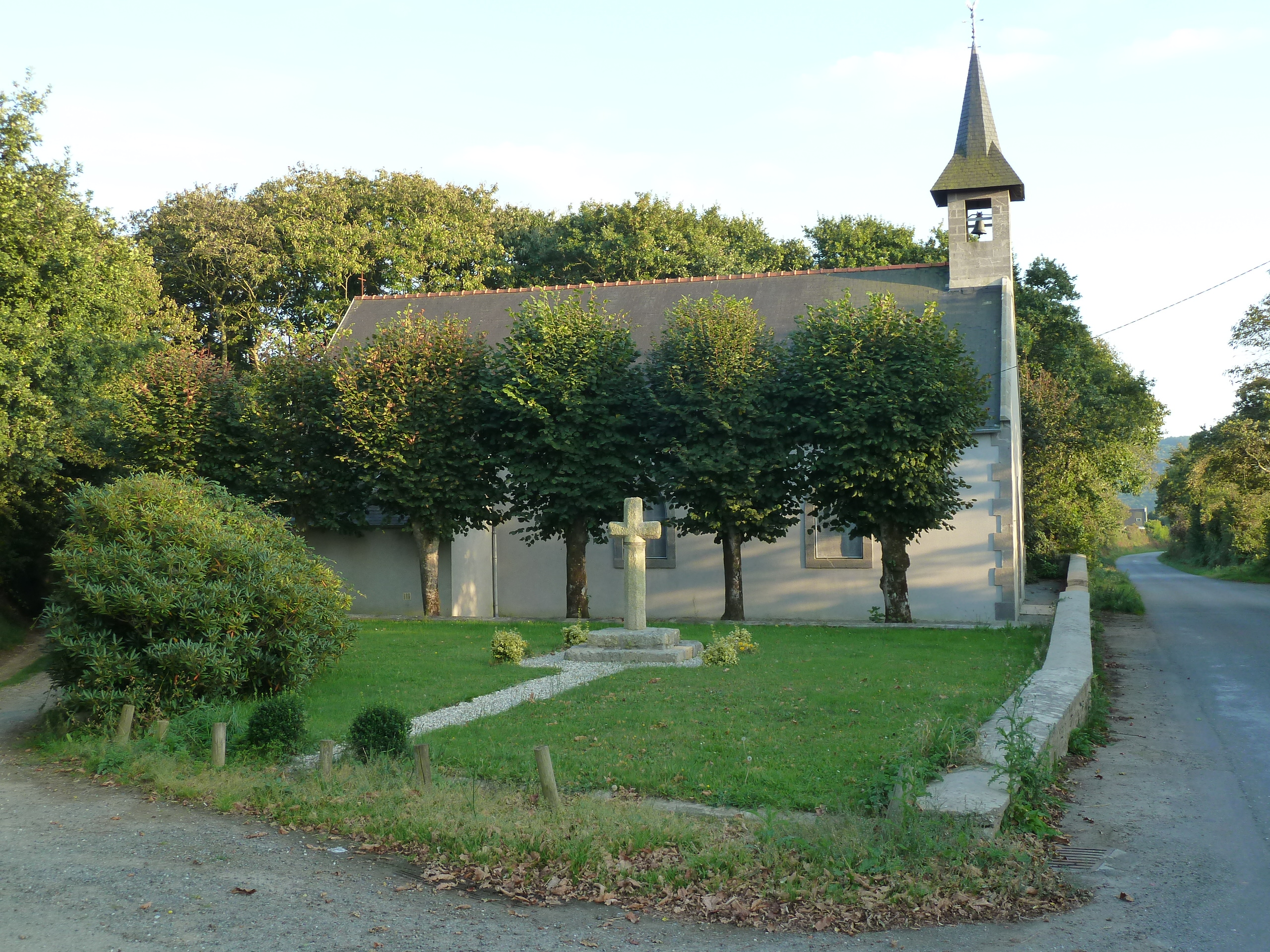
Guipavas : la chapelle Saint-Yves (au Douvez).
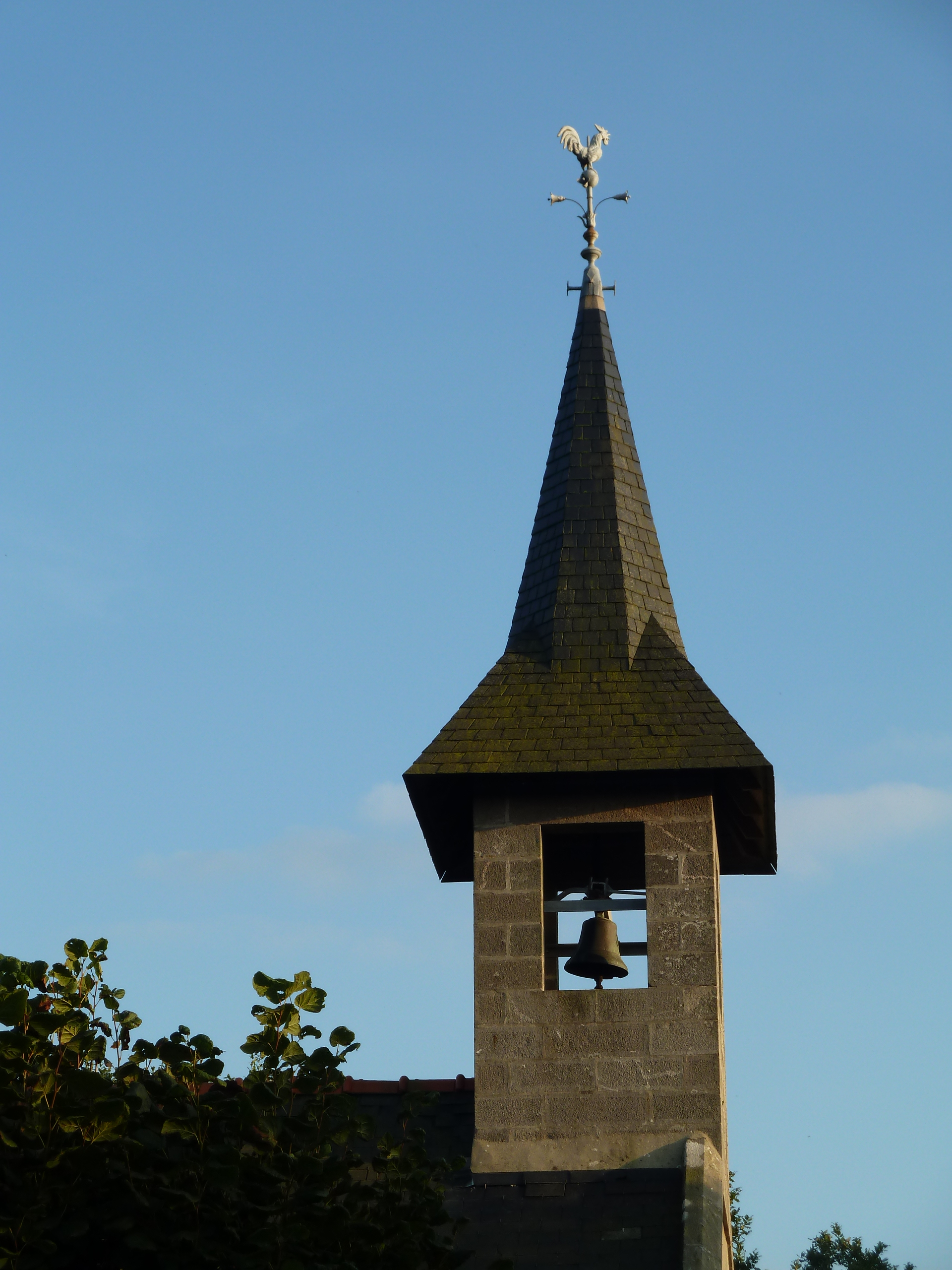
Guipavas : le clocher de la chapelle Saint-Yves au Douvez.

De nombreuses croix s'élèvent dans les campagnes alentour, la croix Saint-Thudon (VIIe siècle), la Croas-Cuzet, la Chapelle-Croix (XVIe siècle), etc.

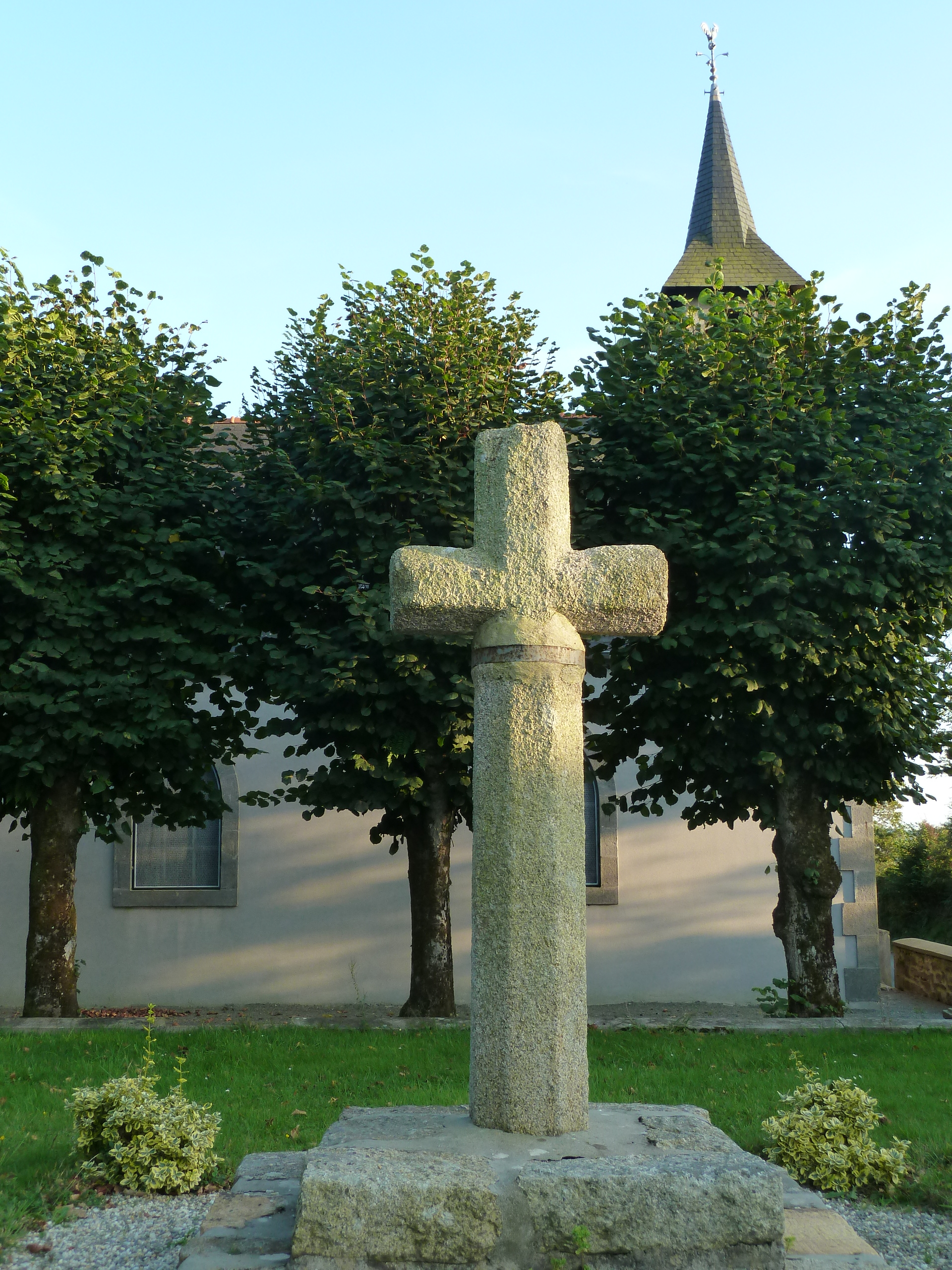
Guipavas : La croix du Douvez.
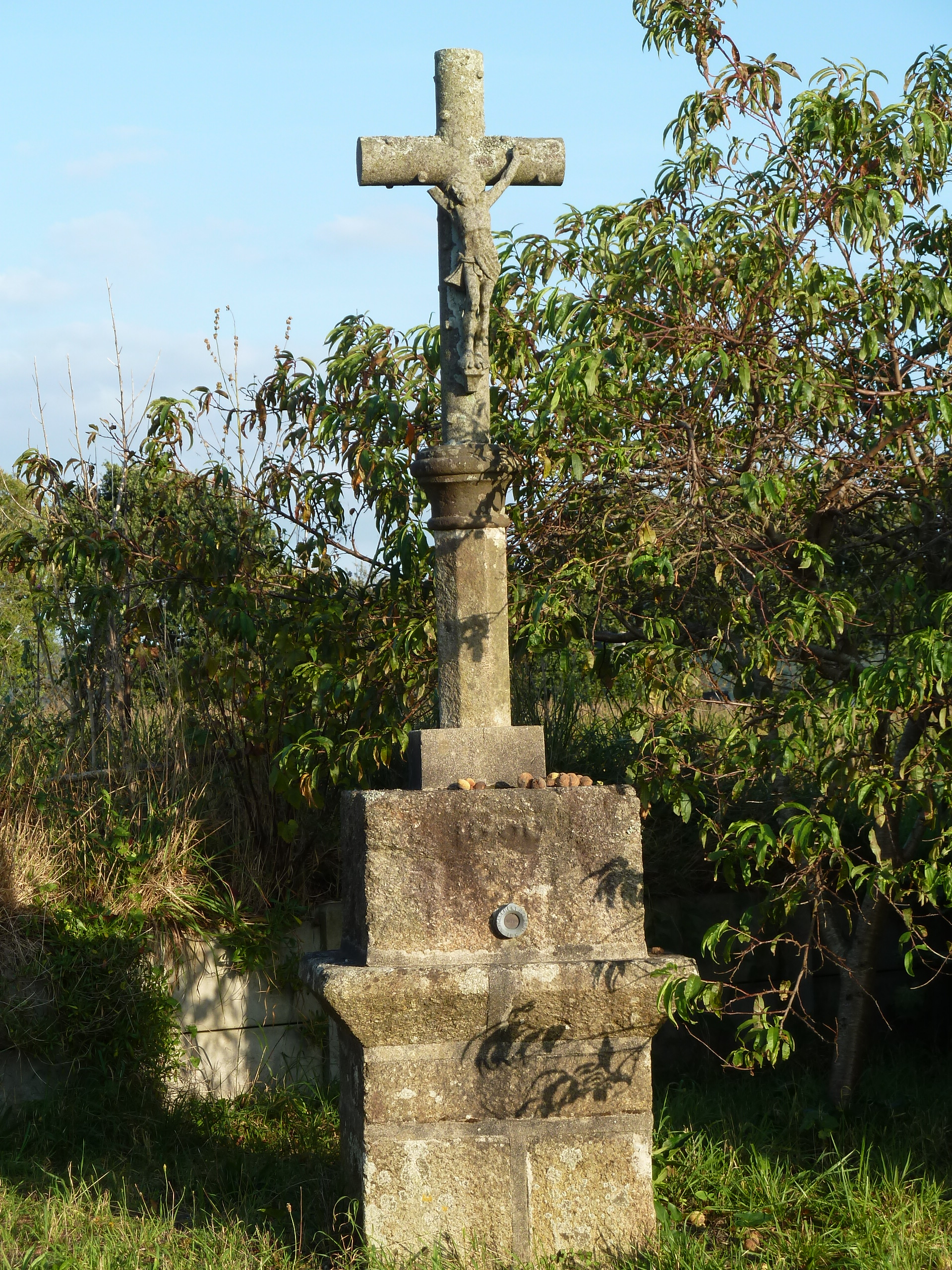
Guipavas : La croix de Penn-an-Traon (près Le Douvez).
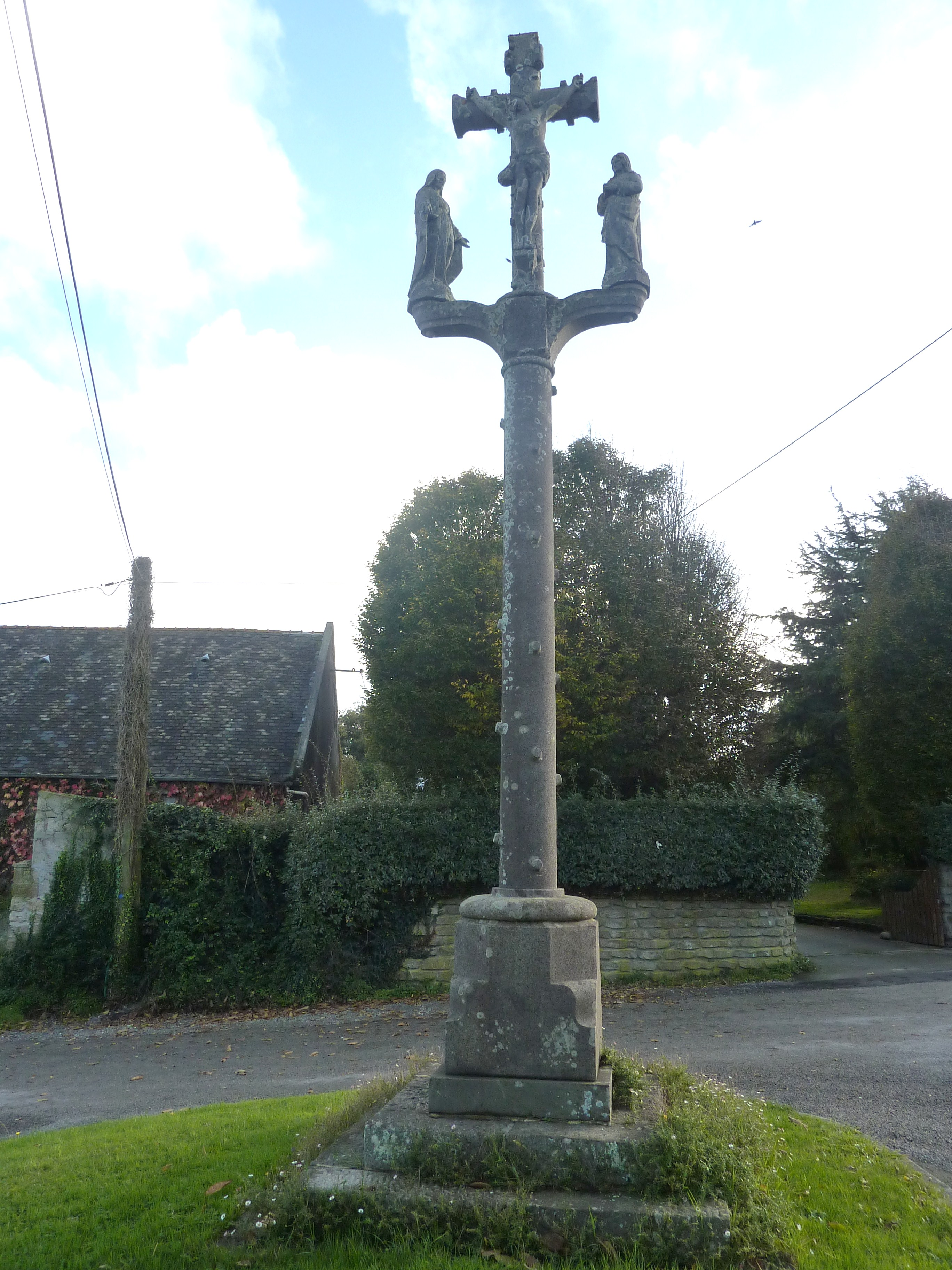
Guipavas : le calvaire de Kervao.

On trouve aussi des monuments historiques non religieux. De nombreux sites abritent des vestiges d'un passé souvent reculé et rappellent que les terres de Guipavas appartenaient autrefois à des familles nobles. Aujourd'hui, il ne reste que quelques traces de cette architecture seigneuriale, les manoirs du Vizac, de Kéraudry, de Lestaridec (qui appartint à l'amiral Troude), de Kerastel (construit par un maire de Guipavas, Alphonse Goux), de Beaurepos (avec sa Tour du prince russe, dont le nom est dû au fait que le prince Pierre de Sayn-Wittgenstein et sa maîtresse Rosalie Léon en furent propriétaire) ou encore du Froutven accroissent, eux aussi, le prestige architectural de la commune.

### Guipavas et l'art
- Cinq Taolennoù[196] datant de 1936, peints par Xavier de Langlais, étaient conservés à la maison des Missionnaires montfortains au Rody en Guipavas[197] :
  - La Persévérance[198]
  - La Rechute[199]
  - La Conversion de l’âme[200]
  - L’Âme en état de péché mortel[201]
  - Les deux chemins[202].

Ils sont classés par les Monuments historiques.

### Guipavas et la littérature
L'action du roman L'auberge du Grand-Cerf d'E.P. Parmentin se passe en bonne partie à Guipavas et dans sa région.

### Légende
- La légende du Reun : Trois jeunes filles seraient allées se baigner nues dans une fontaine située dans une clairière de la forêt, afin d'accomplir des rites magiques censés pérenniser leur jeunesse, sur une colline (colline = reun en breton) où saint Thudon avait bâti une chapelle. La colère divine se déchaîna et une onde furieuse, emportant les trois belles, submergea la vallée qui menait à l'Élorn. Les habitants, terrorisés, demandèrent secours à Gouesnou et le saint homme les incita à faire pénitence et à renoncer à leurs mœurs païennes. Saint Gouesnou ordonna qu'une procession fasse trois fois le tour de la chapelle en implorant la Vierge protectrice. Celle-ci se laissa fléchir. Depuis, chaque année, on y célèbrait le pardon de la Délivrance des eaux, avec une procession propitiatoire autour de la chapelle Notre-Dame du Reun et de l'église paroissiale Saint-Pierre.

### Personnalités liées à la commune
- Esprit-Tranquille Maistral (1763-1815), contre-amiral, mort à Guipavas.
- Hervé Burel (1858-1943 à Guipavas), paysan, marin, auteur de cahiers en breton où il raconte son expérience de marin à bord du Bretagne et la vie de quatre générations de paysans de Plouider dans un livre traduit en français et publié par Nelly Blanchar.
- Roger Lambrecht (1916-1979), coureur cycliste belge.
- Jean-Noël Kerdraon (1943), homme politique, né à Guipavas.
- Jean-Yves Boulic (1943), journaliste politique et enseignant, né à Guipavas.
- Roland Colin (1928), anthropologue, économiste, écrivain, né à Guipavas.
- Michel Santangeli (1945-2014) batteur français (Higelin, Stivel, etc) a vécu a Guipavas.
- Romain Le Roux (1992), coureur cycliste français, né à Guipavas.
- Michel Kerjean(1948) Secrétaire fédéral  PS 1977à 1990

| Blason de Guipavas | Blason de Guipavas : D'azur à une roue dentée d'or aux huit rais en forme de fusée, flanquée de deux demi-vols d'argent, le tout soutenu par trois trangles ondées de même mouvant de la pointe. Partie externe : l'écu est timbré d'une couronne murale frappée de deux hermines de Bretagne, soutenu de palmes stylisées qui évoquent l'agriculture, et décoré dessous par la croix de guerre avec étoile de vermeil, décernée le 11 novembre 1948 à la ville pour ses actes patriotiques à la Libération aux côtés des troupes américaines ainsi que pour la résistance dont elle fit preuve durant l'Occupation. Officiel : décrit sur le site internet officiel de la commune Explications : la roue symbolise deux caractéristiques essentielles de Guipavas : la route (Route nationale 12) et l'essor industriel. Les rais en forme de fusée évoquent la pyrotechnie de Saint-Nicolas. Les ailes rappellent l'importance de l'aéroport. Enfin, les lignes ondées représentent d'une part le passé car la chapelle Notre-Dame-du-Reun fut édifiée sur un rocher d'où jaillissait une fontaine, d'autre part la situation géographique : la position de Guipavas en bordure de l'Élorn, ainsi que le relief vallonné de la commune. Concepteur : Suzanne Gauthier, le 19 mai 1970. |